# Homofobia

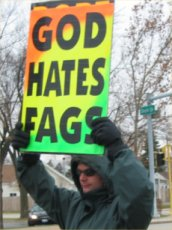
Jeden z członków liczącego około 40 osób Kościoła Baptystycznego Westboro w USA podczas demonstracji (napis ang. God hates fags, „Bóg nienawidzi pedałów”)

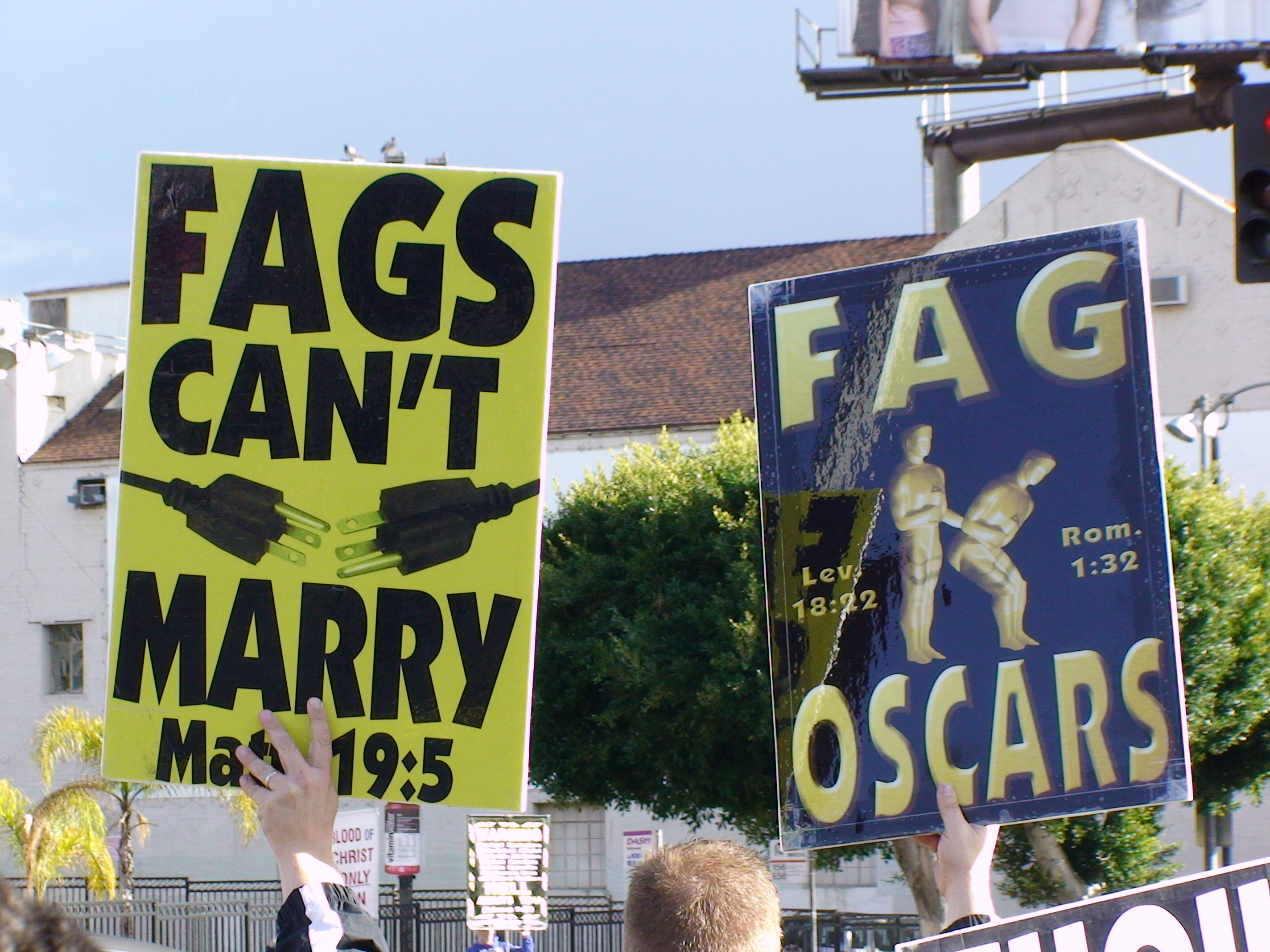
Demonstranci z homofobicznymi transparentami w USA, przed 82. ceremonią wręczenia Oscarów (2010).
Napisy na transparentach: Fags can’t marry Matt 19:5 („Pedały nie mogą się żenić Mt 19,5”), Fag Oscars Lev 18:22 Rom. 1:32 („Pedalskie Oscary Kapł 18,22 Rzym. 1,32”).

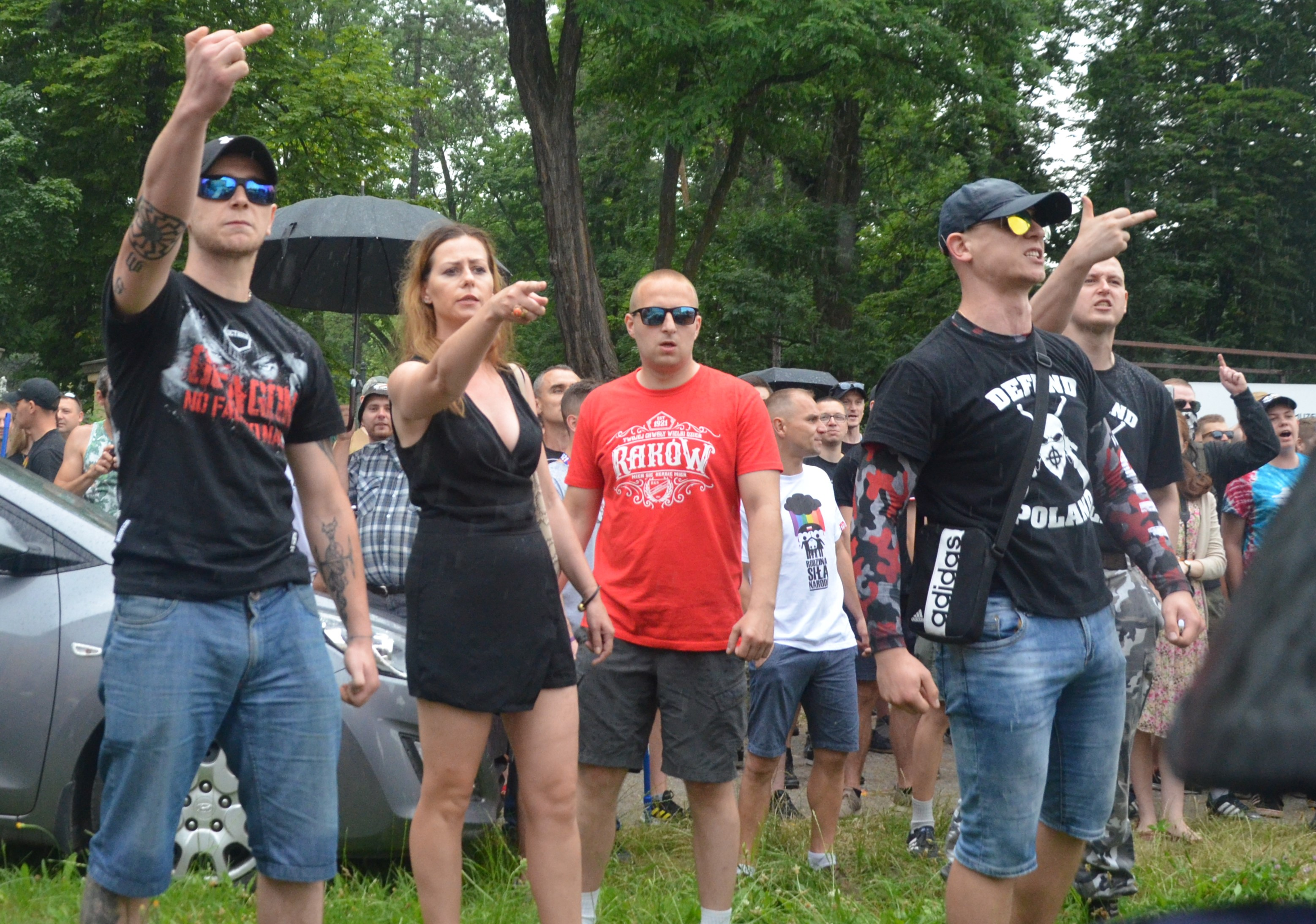
Demonstranci w akcie homofobii pokazują wulgarny gest środkowego palca w stronę uczestników Marszu Równości w Częstochowie (2016)

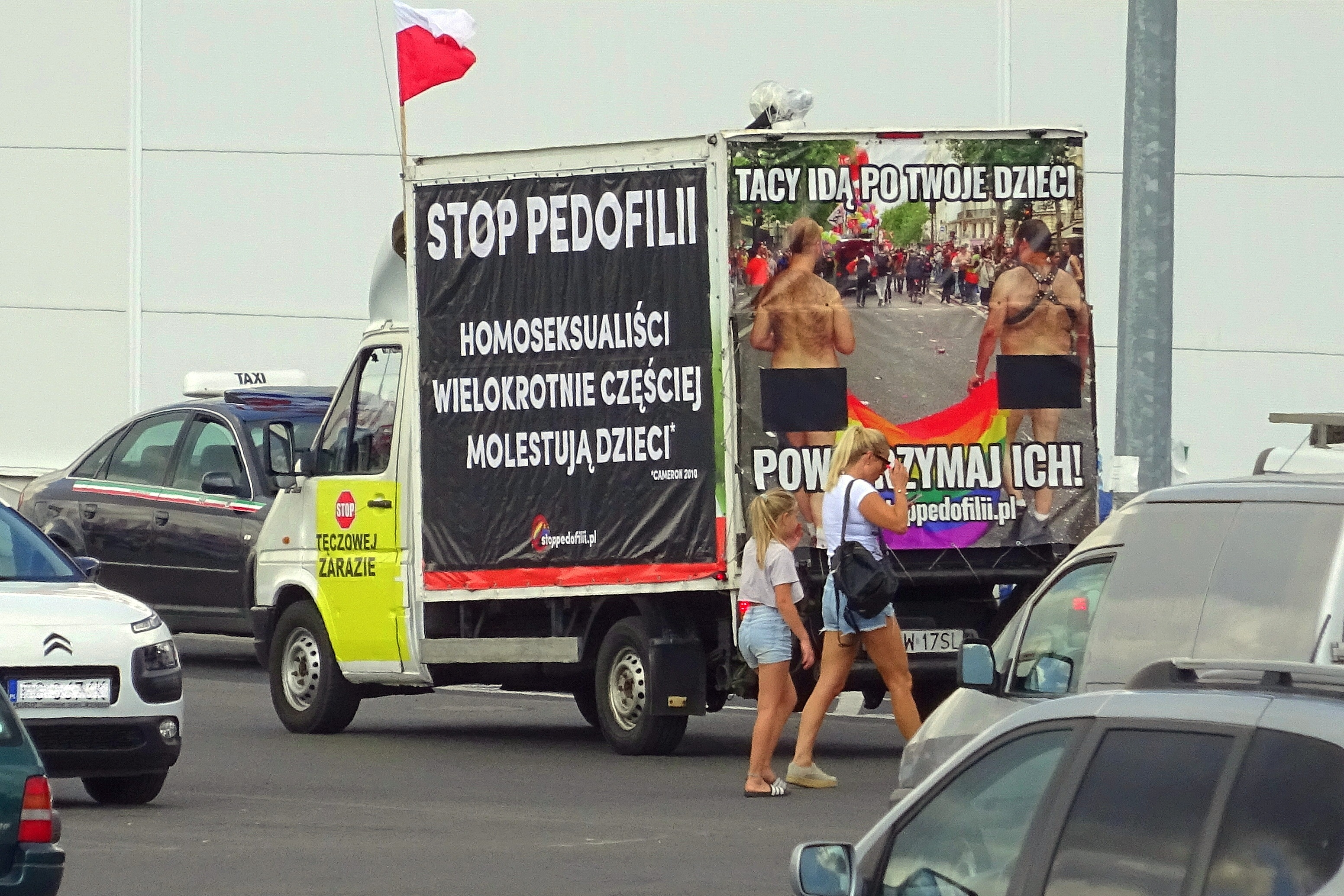
„Stop Tęczowej Zarazie”, „Stop Pedofilii” – akcja z wykorzystaniem furgonetki (Gorzów Wlkp., 2019)

Homofobia (od: homoseksualność i fobia) – negatywne postawy i uczucia wobec homoseksualności lub osób postrzeganych jako lesbijki lub geje. Definiowana jako nienawiść, pogarda, uprzedzenia, niechęć, wstręt lub antypatia wobec osób homoseksualnych, może być oparta na irracjonalnym lęku lub niewiedzy, często wiąże się z przekonaniami religijnymi oraz może skutkować dyskryminacją, prześladowaniem i innymi rodzajami przemocy.
Pojęcie homofobii może dotyczyć również osób biseksualnych i transpłciowych, ale na określenie uprzedzeń wobec tych grup stosuje się także ściślejsze terminy, jak odpowiednio „bifobia” i „transfobia”. Jednoczesna homofobia i seksizm skierowane przeciwko lesbijkom nazywana jest natomiast „lesbofobią”.
Homofobia może przejawiać się na poziomie jednostkowym lub przybierać w danym społeczeństwie charakter zbiorowy. Termin „heteroseksizm” bywa odnoszony do instytucjonalnych form homofobii, niebędących indywidualnymi postawami.
W celu zwrócenia uwagi na doświadczaną przez osoby LGBT przemoc i dyskryminację corocznie 17 maja obchodzony jest Międzynarodowy Dzień Przeciw Homofobii, Transfobii i Bifobii, oficjalnie uznawany przez szereg państw i instytucji międzynarodowych.

## Terminologia

### Pochodzenie
Termin „homofobia” został wprowadzony do dyskursu naukowego w 1972 przez psychologa i działacza na rzecz równouprawnienia osób homoseksualnych George’a Weinberga w jego książce Society and the Healthy Homosexual. Określenie stało się ważnym narzędziem dla osób homoseksualnych, ich sojuszników, a także organizacji równościowych jako nazwa ogółu przejawów stygmatyzacji doświadczanych przez gejów i lesbijki na gruncie zawodowym i prywatnym. W rozumieniu Weinberga homofobia to lęk o podłożu społecznym i religijnym.
W 1969 roku termin został użyty przez amerykański tygodnik „Time”, w znaczeniu przeciwstawnym homofilii, czyli przyjazności wobec osób i relacji homoseksualnych.
Wainwright Churchill wprowadził w książce Homosexual Behavior Among Males: A Cross-cultural and Cross Species Investigation (1967) termin „homoerotofobia”, o podobnym zakresie znaczeniowym. Określenie to nie jest jednak często używane.

### Definicje
Społecznik Warren J. Blumenfeld zdefiniował homofobię jako przekonanie, że heteroseksualizm powinien być jedyną akceptowaną orientacją seksualną oraz jako strach i nienawiść do osób, które pociąga ta sama płeć. Obecnie definicję taką przypisuje się terminowi „heteroseksizm”.
Weinberg pod nazwą „homofobia” opisał obsesyjny lęk przed zetknięciem się z osobami homoseksualnymi, lęk przed własną homoseksualnością oraz byciem skategoryzowanym jako osoba homoseksualna. Jego zdaniem homofobia w takim rozumieniu stanowi partykularny rodzaj fobii izolowanej na równi z innymi fobiami. To jednak nie przełożyło się na ujęcie homofobii w przeszłych i aktualnych klasyfikacjach chorób i zaburzeń (ICD-10 i DSM-IV).
Termin „homofobia” został w 1993 r. skrytykowany w artykule naukowym jako często używany do nieuprawnionej pejoratywnej oceny, analogicznie do błędnej konstrukcji tzw. „choroby homoseksualnej” w przeszłości. Autorzy artykułu postulowali w nim konieczność dalszych prac nad konsensusem w sprawie jednoznacznej i jasnej definicji homofobii. Wskazywali też, że może istnieć rodzina pokrewnych terminów o bardzo różnym stopniu ogólności, ramach której z bardzo ogólnych terminów (np. „homonegatywność”) będzie można wyodrębnić podzbiory (np.: „homofobia”, „homoagresywność” itp.)
18 stycznia 2006 Parlament Europejski w swojej rezolucji zdefiniował homofobię jako „nieuzasadniony lęk i niechęć wobec homoseksualności oraz osób homoseksualnych, biseksualnych i transseksualnych, oparte na uprzedzeniach, podobnie jak rasizm, ksenofobia, antysemityzm i seksizm”.

## Klasyfikacja przejawów
Zasugerowano, aby wydzielić z tego artykułu informacje nt. przejawów homofobii, które bardziej podpadają pod przejawy heteroseksizmu do artykułu Heteroseksizm.  (dyskusja)

### Homofobia zinstytucjonalizowana
Homofobia zinstytucjonalizowana (lub instytucjonalna) to zjawisko polegające na celowej (bezpośredniej) dyskryminacji osób homoseksualnych przez organy państwowe, związki religijne i media, oraz wspieraniu tej dyskryminacji na różnych polach, np. w systemie edukacji, służbie zdrowia (lub próby utrudnienia dostępu do niej), prawie spadkowym, prawie małżeńskim i prawie rodzinnym (np. kwestia adopcji, w tym próby utrudniania jej). Instytucje mogą również rozpowszechniać mity na temat osób homoseksualnych oraz instygować ich odczłowieczające traktowanie. Poniższe listy przywołują przykłady zinstytucjonalizowanej homofobii w różnych instytucjach społecznych.

#### Państwo

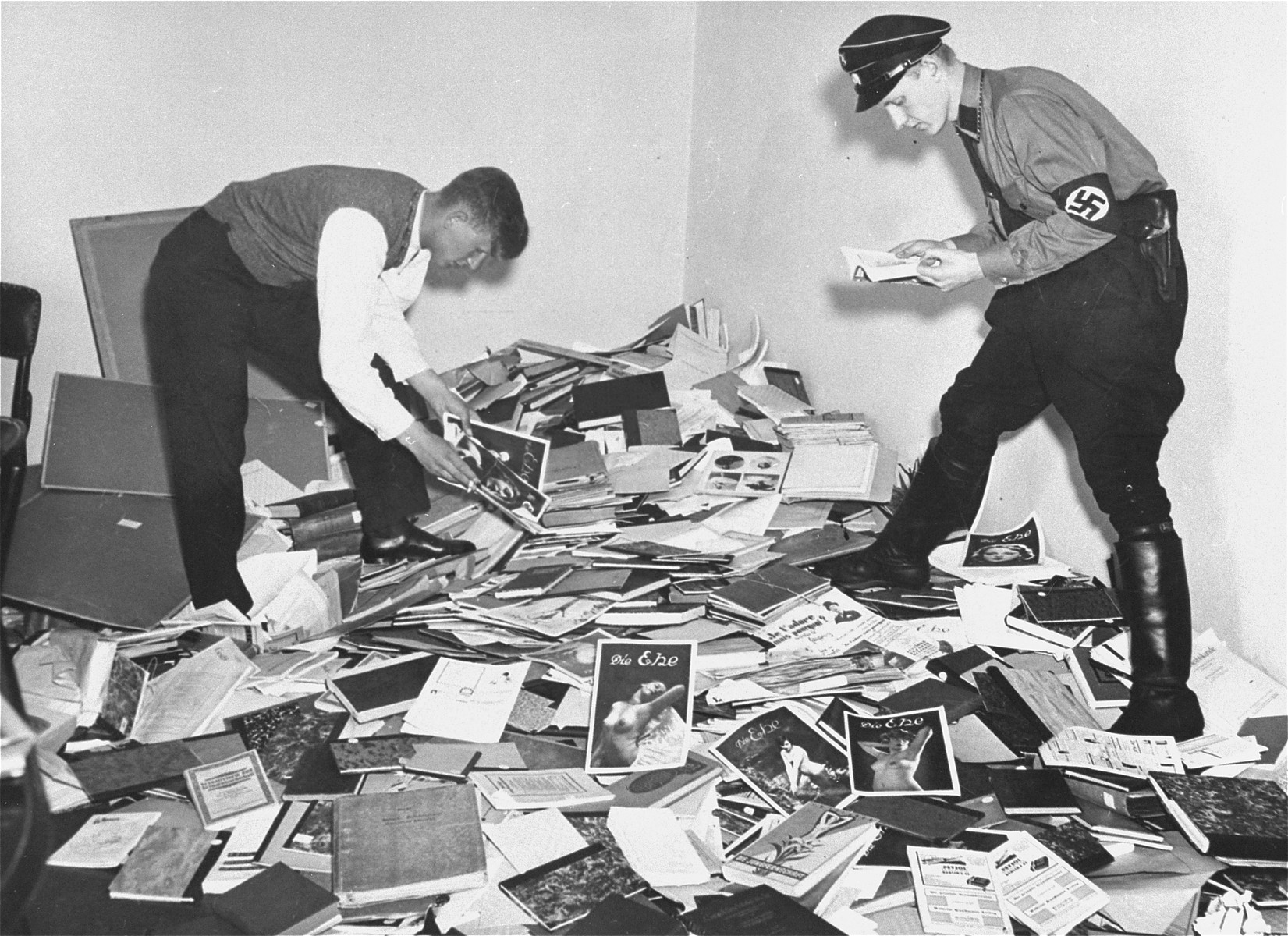
Resztki biblioteki należącej do Instytutu Seksuologicznego w Berlinie, kilka dni przed spaleniem jej zbiorów książkowych podczas kampanii niszczenia książek w 1933 roku.

- nieuznawanie przez państwo związków osób tej samej płci[40] (np. pod pozorem „obrony moralności publicznej”[41]),
- obecność gay panic defense(inne języki) w prawie[42],
- organizowanie plebiscytów decydujących o prawach człowieka, narażające dobrobyt osób homoseksualnych[43][44][45],
- cenzurowanie[46][47], niszczenie dzieł kulturalnych i naukowych (np. zniszczenie Instytutu Seksuologicznego)[48] przez instytucje państwowe ze względu na wątki homoseksualne, lub sugerowanie cenzurowania[49] lub niszczenia ich, bądź też ograniczanie dostępu do nich[50],
- postulowanie opodatkowania osób homoseksualnych ze względu na orientację seksualną[51],
- wrogość państwa wobec inicjatyw mających na celu chronienie praw człowieka w aspekcie osób homoseksualnych[52] i zwracania uwagi na problem homofobii[53]
- oskarżanie osób LGBT przez polityków o niezawinione przez nie zjawiska, np. spowodowanie epidemii[54] i „upadku ludzkości”[55],
- wrogość organów administracji państwowej wobec osób tworzących inicjatywy przeciwko homofobii[55] lub mające na celu integrację[56][57],
- stosowanie homofobicznej retoryki[58][59][60][61][62], np. dla pozyskiwania elektoratu[63][64][65][66] (zwłaszcza przez populistów[67][68]),
- fałszywe nazywanie homoseksualności chorobą[69],
- zaniedbywanie obowiązków państwa w kwestii zapewnienia bezpieczeństwa osobom homoseksualnym[70] (również utrudnienia w zgłaszaniu przestępstw nienawiści na policji)[71] oraz karaniu sprawców przestępstw motywowanych homofobią[72], brak reakcji ze strony kluczowych urzędów państwa (np. prezydenta[73]) na przemoc wobec osób LGBT,
- marginalizacja polityczna osób homoseksualnych[74] lub nawoływanie do niej[75],
- stosowanie różnego wieku przyzwolenia dla par homoseksualnych, niż dla par heteroseksualnych[76],
- odwoływanie wydarzeń związanych ze społecznością LGBT[77],
- powstrzymywanie działalności społecznej osób homoseksualnych (np. przez próby utrudniania jej[78][79][80], prześladowania[81], uniemożliwianie[82], instytucjonalne utrudnianie jej[41] oraz bojkot organizacji sprzyjających równouprawnieniu[83]),
- odmawianie azylu osobom homoseksualnym będących obywatelami państw, gdzie homoseksualność jest karana, przez państwa, gdzie jest ona legalna[84][85],
- arbitralne kwestionowanie orientacji seksualnej, np. osoby starającej się o azyl[84][86],
- ujawnianie orientacji seksualnej osób homoseksualnych bez ich wyraźnej zgody (celowe[87] lub wynikające z zaniedbania), zwłaszcza wtedy, gdy naraża to daną osobę na przemoc[86],
- stosowanie testów mających na celu ustalanie orientacji seksualnej[88] (sama procedura jest odczłowieczająca np. przez pseudomedyczne testy analne, ale również przeprowadzanie jej w celu odmawiania osobom homoseksualnym wiz wjazdowych lub w penalizacji)[71][89],
- stosowanie kar cielesnych wobec osób homoseksualnych[41] (np. biczowania[90]),
- urządzanie polowań na osoby homoseksualne[89][91][92],
- arbitralne aresztowanie osób homoseksualnych[89][93] (np. pod pretekstem naruszenia kwarantanny[94][95]),
- szantażowanie osób homoseksualnych[96],
- zbieranie materiałów na temat orientacji seksualnej danej osoby (np. Akcja „Hiacynt”), także w konkretnym celu, np. wymuszania współpracy z agencją wywiadowczą[97],
- więzienie osób homoseksualnych[89][98][99] (po pokonaniu nazistowskich Niemiec w 1945 r. więźniowie skazani na podstawie paragrafu 175 nie zostali zwolnieni),
- utrzymywanie rejestru karnego biorącego pod uwagę homofobiczne przepisy i sprawiające trudności w życiu społecznym (np. paragraf 175 w Niemczech[100] lub Sekcja 28 Local Government Act 1988),
- torturowanie osób homoseksualnych[89][98][99],
- nagradzanie zachowań homofobicznych[101],
- homofobiczne wypowiedzi i retoryka kandydatów na urzędy[102] oraz osób sprawujących władzę[103] w państwie[104][105][106][107] (włącznie z odmawianiem osobom homoseksualnym formalnego uznania ich związków[108][109][110], proponowaniem kary więzienia i grzywny dla osób wchodzących w związek jednopłciowy[111], grożeniem pobiciem przez polityka[112], podżeganiem polityków do stosowania przemocy wobec osób homoseksualnych[113] lub powoływanie się na nią[114]),
- bezczynność policji wobec przemocy wobec osób LGBT[115][116],
- bezczynność wobec homofobicznych zachowań polityków[117],
- bezczynność wobec pseudonaukowych terapii konwersyjnych (uznanych też za torturę[118]) lub próby forsowania ich[119][120],
- wykluczanie osób LGBT ze społeczności[a], dyskredytowanie osób homoseksualnych jako kandydatów politycznych tylko ze względu na orientację seksualną[114][122], próby wykluczania z zawodów[123] lub tworzenie tzw. „stref wolnych od LGBT”[124],
- przemoc policji i innych podmiotów państwa wobec osób LGBT[107],
- próby organizowania przemocy wobec osób homoseksualnych lub zwolenników ich równouprawnienia (np. tworzenie przez polityka manifestu stworzenia chrześcijańskiej armii do prowadzenia „biblijnej świętej wojny” z „niewiernymi”[125]), również podczas wydarzeń[126],
- zabijanie osób homoseksualnych[127] (również masowe[100][128]).

#### Sądownictwo
- uniemożliwianie przez sąd możliwości zawarcia małżeństwa lub innej formy związku[129],
- uniemożliwianie przez sąd uznania zawartego małżeństwa (np. przez odmówienie transkrypcji[130]),
- blokowanie procesów sądowych dotyczących praw osób homoseksualnych[131] (włącznie z procesami dotyczącymi dyskryminacji[132])
- legitymizowanie homofobicznej kampanii opartej o pseudonaukowe treści (np. podważone badania Marka Regnerusa i Paula Camerona) oraz nazywanie jej „edukacyjno-informacyjną”[133].

#### Służba zdrowia
- próby utrudnienia dostępu do odpowiedniej opieki medycznej[35][36]
- restrykcje pobierania krwi od mężczyzn uprawiających seks z mężczyznami[134]

#### Kultura i media
- używanie przez osobowości radiowe i telewizyjne fałszywych, hańbiących i pogardliwych komentarzy wobec osób homoseksualnych[76], oraz teorii spiskowych[135],
- obwinianie osób LGBT o niezawinione przez nie skandale[136], oraz katastrofy, np. epidemię[137][138],
- używanie i pobłażliwe traktowanie mowy nienawiści w mediach[139],
- marginalizowanie osób LGBT w mediach[140],
- cenzurowanie scen okazywania sobie uczuć przez pary osób tej samej płci, ze względu na uznanie ich za skandaliczne lub nieadekwatne dla widzów danej grupy wiekowej, choć identyczne lub podobne zachowania heteroseksualne nie są poddawane cenzurze (np. w październiku 2012, w wyemitowanym na antenie greckiej telewizji publicznej serialu produkcji brytyjsko-amerykańskiej Downton Abbey wycięto scenę pocałunku dwóch mężczyzn. Po fali protestów zwracających uwagę na to, że pocałunek osób tej samej płci nie jest pokazywany, podczas gdy pocałunek heteroseksualny jest, zarząd telewizji ERT poinformował, że materiał został ocenzurowany ze względu na ramy czasowe, w jakich został wyemitowany oraz przyznaną kategorię wiekową[141][142]),
- cenzurowanie postaci oraz symboli LGBT w mediach (np. przez celowe odbarwianie tęczowej flagi[143]) i kulturze (np. przez usuwanie wątków LGBT przez dystrybutorów w Polsce[144] i Rosji[145]),
- cenzurowanie całości dzieł kultury ze względu na wątek LGBT[146],
- przypisywanie w mediach osobom LGBT nieprawdziwych słów i postulatów (np. przez używanie zafałszowanych tłumaczeń[147]),
- praktyki artystyczne piętnujące nieheteroseksualność, np. przez egzotycyzację i patologizację[148].

#### Instytucje edukacyjne
- bezczynność nauczycieli i innych pracowników szkół wobec homofobii[117][149][150],
- grożenie usunięciem lub usuwanie z listy uczniów, np. przez instytucje edukacyjne prowadzone przez związki wyznaniowe ze względu na orientację seksualną[151] lub wspieranie praw osób LGBT[152],
- dekorowanie osób znanych z homofobicznych wypowiedzi przez instytucje edukacyjne[153],
- poddawanie osób homoseksualnych pseudonaukowym eksperymentom mającym na celu zmienianie orientacji seksualnej, włącznie z terapiami tworzonymi z chęci zysków ze sprzedaży pseudonaukowych leków (np. czopków mających na celu zaspokojenie robaka żywiącego się spermą[154]),
- przemoc ze strony nauczycieli[155][156][157][158] oraz osoby nadzorujące edukację[159].

#### Instytucje religijne
- tworzenie wrogiego otoczenia wobec osób homoseksualnych[104][160][161] (również poprzez interwencje polityczne[162] lub wyrzucanie osób homoseksualnych z pracy w instytucji religijnej, np. tylko ze względu na stan cywilny[163]),
- tworzenie zasad, zgodnie z którymi osoby heteroseksualne muszą wyrzec się swoich homoseksualnych krewnych lub przyjaciół (i/lub przyzwolenie na tego typu postawy)[160],
- brak akceptacji wobec osób homoseksualnych[164][165][166],
- uznawanie osób homoseksualnych za nieczyste (a zatem np. używanie wody święconej[167] i inspirowanie „oczyszczania ulicy” po obecności osób LGBT[168]) lub niezdolne do bycia religijnymi[120],
- naruszanie szacunku[168] i upokarzanie ze strony duchownych[160], np. przez wyzwiska[169] (również on-line[170]) lub obwinianie osób homoseksualne o problemy w organizacjach religijnych[171][172],
- niszczenie książek o tematyce LGBT przez przywódców religijnych (np. przez spalenie[173][174]),
- brak reakcji na upokarzanie przez duchownych[160][175] (np. nazywanie osób homoseksualnych „zarazą”[132]),
- wroga reakcja wobec krytycyzmu homofobicznych wypowiedzi duchownych (włącznie z mową nienawiści[175]),
- brak wsparcia dla osób cierpiących z powodu przejawów homofobii współtworzonych przez instytucje religijne[160],
- obwinianie osób homoseksualnych (np. przez duchowne instytucje prawodawcze) o wzbudzanie gniewu Bożego przejawiającego się katastrofami naturalnymi[176], epidemiami[177][178][179][180][181] lub strzelaninami[182],
- zakłócanie pogrzebów osób homoseksualnych lub pogrzebów w krajach, gdzie pary osób tej samej płci są uznawane (np. przez Westboro Baptist Church),
- inspirowanie[183], usprawiedliwianie[184] lub pochwalanie przemocy wobec osób homoseksualnych[185],
- stosowanie kar cielesnych przez instytucje religijne, włącznie z religijnymi sądami istniejącymi w obrębie prawa (np. poprzez biczowanie[90]).

#### Kluby sportowe
Homofobia w sporcie jest przedmiotem krytyki. Dotyczy ona wielu aspektów kultury sportu:
- bezczynności klubów sportowych, jak i samych sportowców[186][187], środowisk kibiców, jak i mediów sportowych[188][189] i przedstawicieli zarządów sportowych wobec przejawów homofobii[190] lub brak zdecydowanych działań[191],
- wyrażanie wrogości wobec przeciwdziałania homofobii w sporcie[190],
- używania homofobicznego języka przez kibiców[192] i sportowców[193],
- nękanie i odrzucenie sportowców homoseksualnych[194], przez innych sportowców[187], kluby[187] i media[187].

#### Wojsko
Służba wojskowa osób LGBT jest jednym z pól przejawów homofobii. Środowisko wojskowe często charakteryzuje homofobia. Do jej przejawów należą m.in.:
- wykluczanie lub chęć wykluczania osób LGBT ze służby wojskowej[195],
- zwalnianie osób LGBT z wojska na podstawie mówienia o ich związkach uczuciowych, w sytuacji, w której ta zasada nie jest egzekwowana w przypadku osób heteroseksualnych (np. Don’t ask, don’t tell)[195][198].

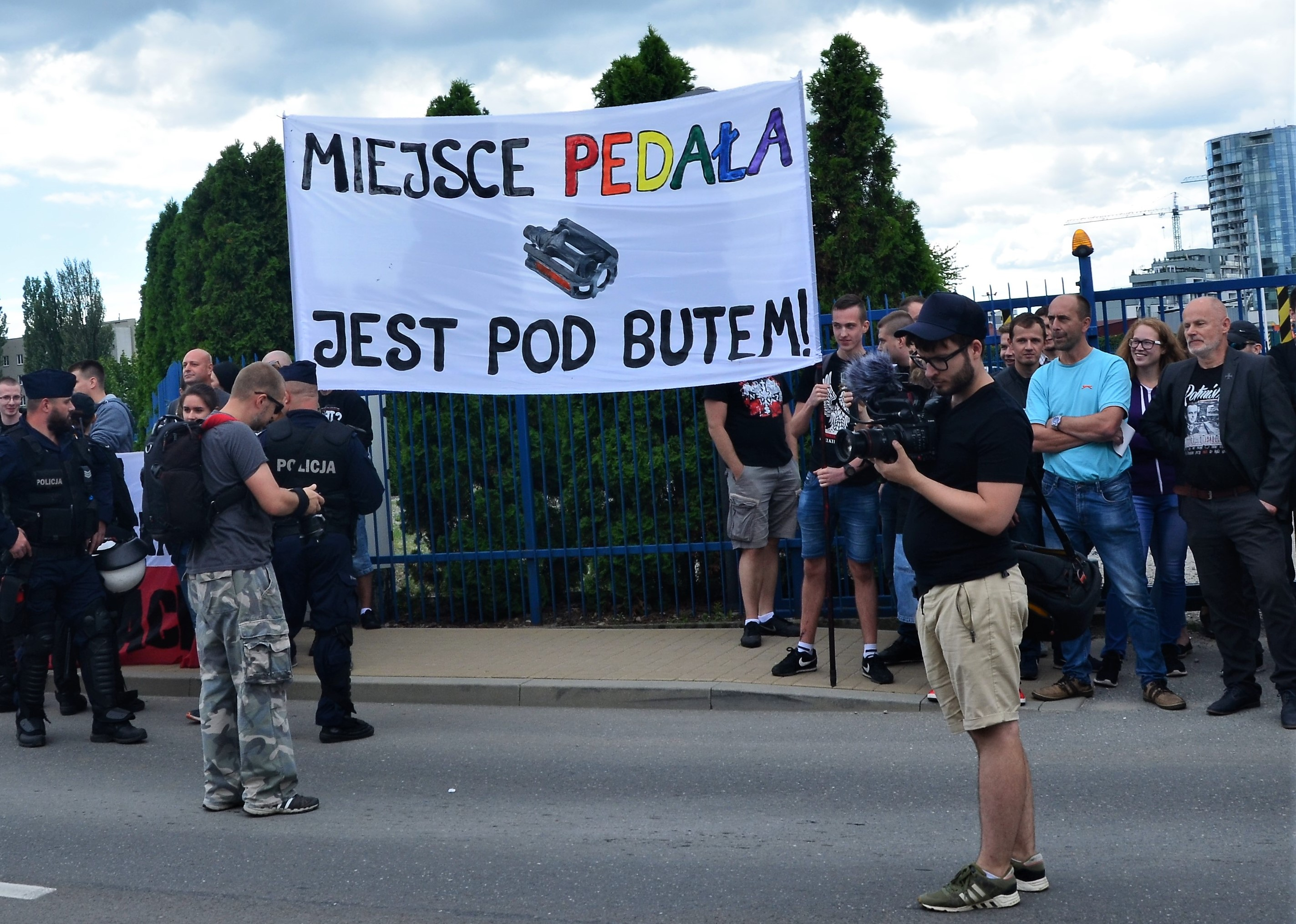
Nacjonaliści protestujący przeciwko gejom podczas Marszu Równości w Rzeszowie.

### Homofobia zinternalizowana
Homofobia zinternalizowana – negatywny stosunek do własnej homoseksualności.
W badaniu Chińskiej Akademii Nauk homofobię zinternalizowaną powiązano z poczuciem beznadziei i samotności.

### Homofobia społeczna

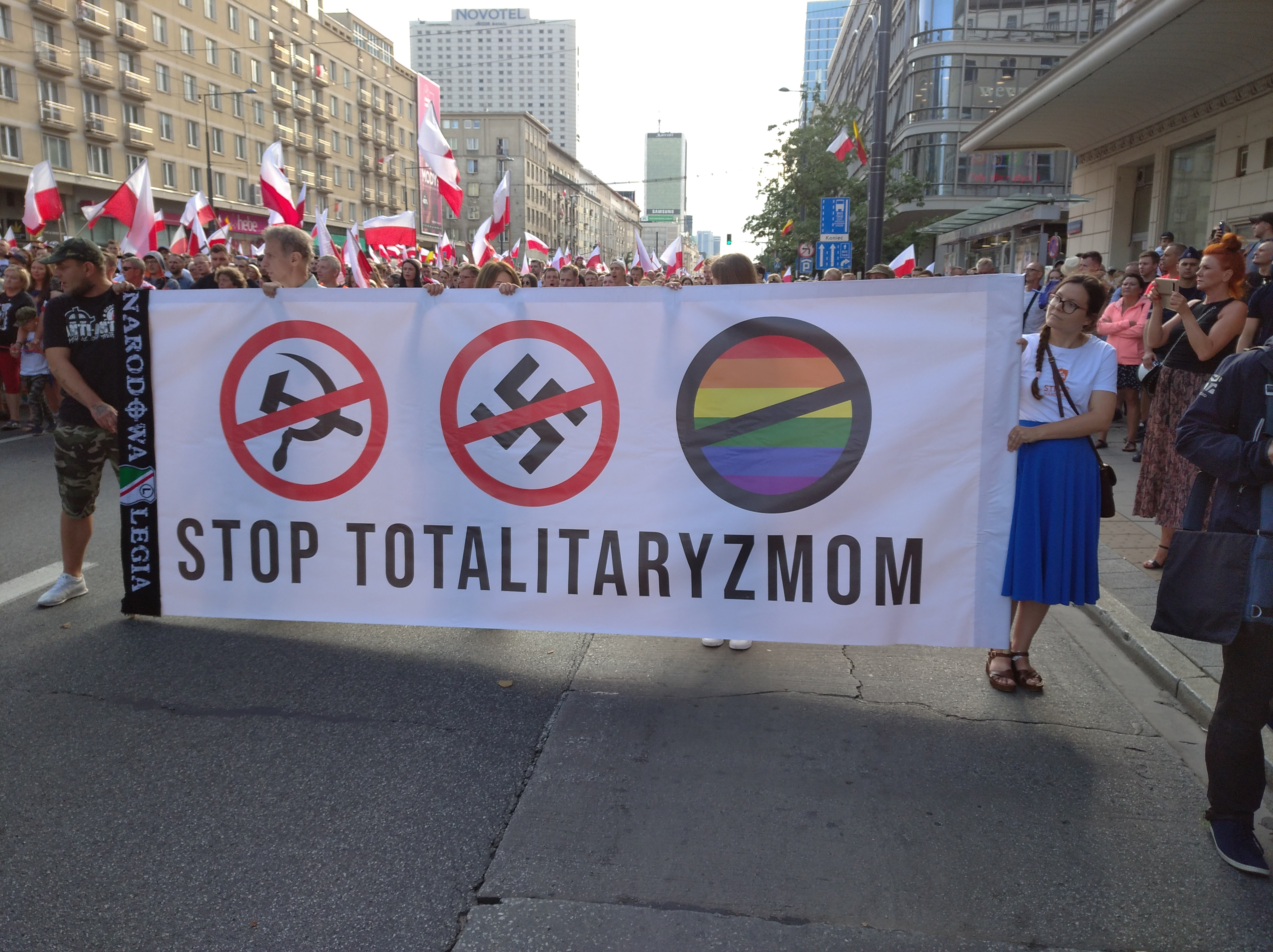
Wiązanie symboli osób LGBT ze swastyką na przykładzie baneru niesionego w trakcie marszu w rocznicę powstania warszawskiego (2021).

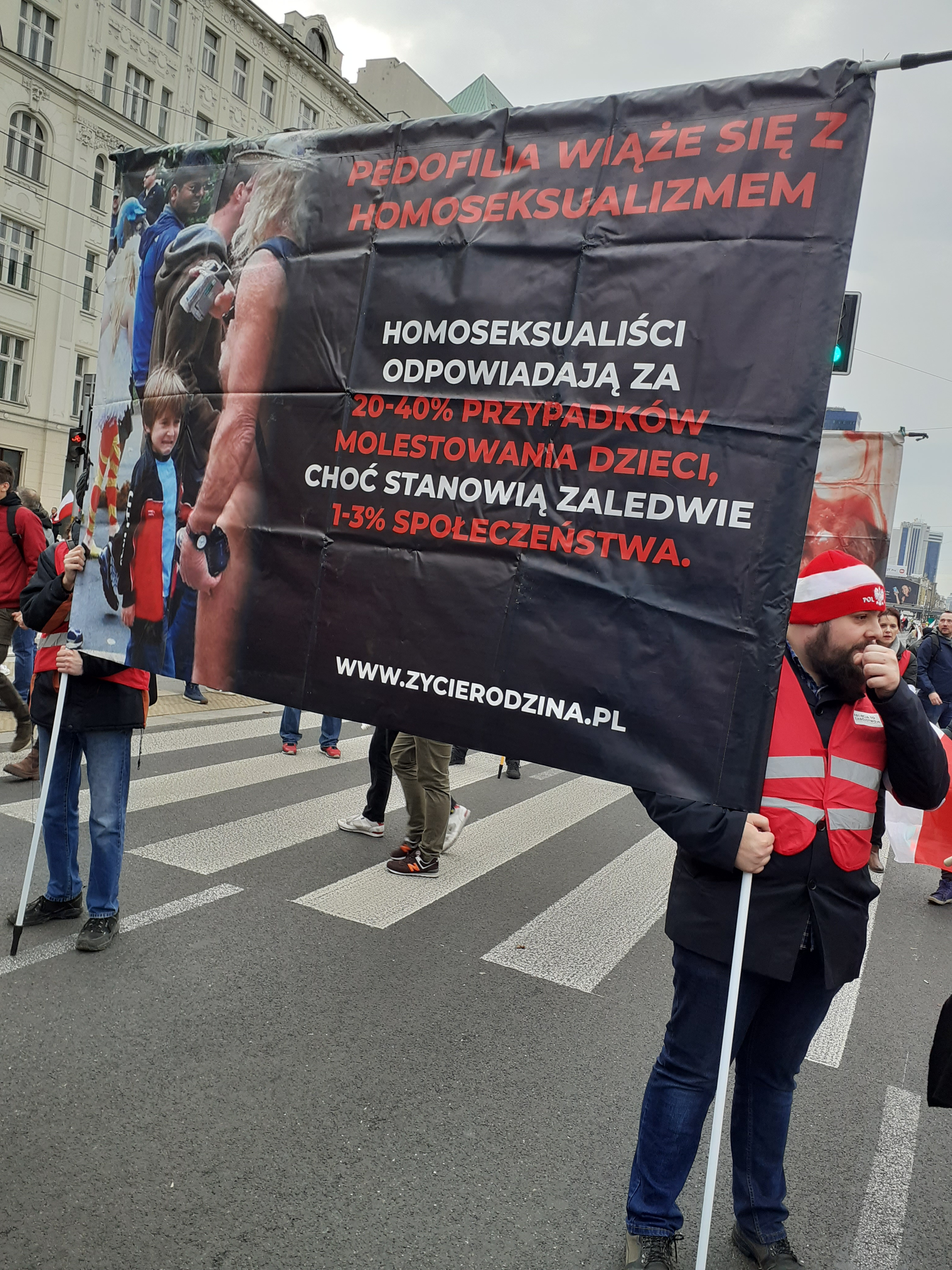
Przypisywanie osobom LGBT nieprawdziwych czynów – pedofilii – na banerze niesionym w trakcie Marszu Niepodległości w Warszawie w 2022.

Osoby homoseksualne spotykają się z homofobią w formie słownej i fizycznej. Dotyka ona również osoby uznawane za homoseksualne, niezależnie od ich rzeczywistej orientacji seksualnej. Przemoc homofobiczna bywa również kontynuowana po śmierci osoby będącej jej ofiarą (np. w formie zawistnych komentarzy internetowych, organizowania homofobicznych protestów podczas pogrzebu czy bezczeszczenia zwłok, również tych wykopanych z grobu).
Przejawy przemocy słownej i innej nie będącej przemocą fizyczną to między innymi:
- znęcanie się[211][212][213][214][215] (również on-line[216]), np. przez nieautoryzowane dołączanie do wideorozmów tylko po to, by wykrzykiwać homofobiczne slogany[217], rozpowszechnianie filmików[218], plotek i stosowanie szantażu[219], także ze strony rodziny w przemocy domowej (niekoniecznie możliwej do uniknięcia np. w czasie kwarantanny[220]),
- niszczenie przedmiotów (np. palenie kukieł[221][222] lub flag[223]) symbolizujących osoby LGBT,
- niszczenie publikacji na temat osób homoseksualnych (np. palenie książek[224]),
- upublicznianie orientacji (z ang. outing) osoby homoseksualnej (zwłaszcza osoby żyjącej w homofobicznym otoczeniu) bez jej wyraźnej zgody lub grożenie upublicznieniem (np. z powodów ideologicznych[225] lub w celu szantażowania jej, zwłaszcza w homofobicznym otoczeniu[226])[227],
- używanie obelg wobec osób homoseksualnych z powodu orientacji seksualnej[228][229][230], zwłaszcza homofobicznych obelg[231],
- przyrównywanie osób homoseksualnych do zwierząt[104][232],
- wiązanie symboli osób LGBT ze swastyką[233][234] i równouprawnienia LGBT do nazistowskiej propagandy[235],
- nazywanie okazywania uczuć przez osoby homoseksualne „obnoszeniem się” lub uznawanie ich za skandaliczne lub nieadekwatne dla widzów danej grupy wiekowej (zwłaszcza wtedy, gdy podobne zachowanie u innych grup nie jest tak nazywane[236] oraz atakowanie ich z tego powodu[237],
- celowe wymazywanie historii osób homoseksualnych jako ofiar Holocaustu[238],
- przedmiotowe traktowanie osób homoseksualnych[239][240] i degradujące komentarze na temat tych osób[241] oraz ich związków[240][242],
- uznawanie rodziny heteroseksualnej jako jedynej możliwej formy rodziny (heteroseksizm)[240],
- odmawianie osobie homoseksualnej dostępu do dóbr (np. wynajmu mieszkania[227]) i usług (np. odmowa świadczenia usług zdrowotnych[76], odmawianie wykonania zlecenia[243] lub korzystania z taksówki[244]) z powodu jej orientacji,
- obwinianie osób homoseksualnych (np. przez konserwatywnych dziennikarzy) o problemy w organizacjach (np. w kościele katolickim)[245],
- nadmierna „seksualizacja” osób homoseksualnych (np. zakładanie, że osoby homoseksualne są wyłącznie istotami seksualnymi, bez osobowości poza aspektem seksualnym)[246]),
- etykietowanie homoseksualności jako problemu[246],
- odmawianie widoczności osobom homoseksualnym, np. przez zakładanie, że każdy jest heteroseksualny lub wypytywanie o to, czy osoba znalazła partnera bądź partnerkę przeciwnej płci[246],
- sugerowanie jakoby osoby homoseksualne były chore[107][242][247][248], defektywne[106], nienaturalne[240], niepełnowartościowe[240][249] lub niechciane[250] (np. jako członkowie rodziny, w tym jako dzieci[251][252]),
- izolowanie, odrzucanie i ostracyzm wobec osób homoseksualnych w kręgach zawodowych[253] lub społecznych[166] (np. odmawianie osobie homoseksualnej bliskiej przyjaźni ze względu na ich orientację seksualną[246]), również przez krewnych[254], oraz namawianie lub zmuszanie osób heteroseksualnych do kończenia znajomości z osobami homoseksualnymi ze względu na orientację homoseksualną[255],
- opowiadanie się za uniemożliwieniem wydarzeń związanych ze społecznością LGBT[256],
- fizyczna izolacja osoby homoseksualnej (np. przez rodzinę[257]),
- utrudnianie działalności osób LGBT (np. przez prześladowanie sygnalistów[258][259] i doxing)[260]
- twierdzenie, jakoby osoby homoseksualne były zepsute moralnie[240],
- używanie fundamentalizmu religijnego jako uzasadnienia dyskryminacji[240][261][262][263],
- zakładanie jakoby osoby homoseksualne wybierały swoją orientację seksualną[240][248],
- redukowanie homoseksualności do mody[240],
- poddawanie osób homoseksualnych pseudonaukowym procedurom, tzw. „terapii konwersyjnej”[264][265] (włącznie z nieletnimi[266][267], również poprzez „eksperymentalne metody”[239]),
- oskarżenia, jakoby osoby homoseksualne były złym wpływem lub zagrożeniem dla innych osób (np. dzieci[166][241][268][269]),
- groźby wobec osób homoseksualnych prowadzących działalność społeczną[72][242][270][271],
- prezentowanie nieprawdziwych informacji (mitów) na temat osób homoseksualnych jako prawdy i rozpowszechnianie ich[272], również celowe[273] (np. poprzez umieszczanie ich na billboardach[274][275] lub na okładkach gazet[276] lub komentarze internetowe[273]),
- przypisywanie osobom homoseksualnym nieprawdziwych postaw (np. zakładanie, że lesbijki nienawidzą mężczyzn[246]),
- przypisywanie osobom homoseksualnym nieprawdziwych cech[242] (włącznie z przyrównywaniem ich do przestępców seksualnych[277][278] lub osób wspierających przestępców seksualnych[279]),
- przypisywanie osobom homoseksualnym nieprawdziwych celów (np. chęci zniszczenia społeczeństwa[280], tradycji i zagrażanie chrześcijaństwu[281]),
- przypisywanie osobom LGBT nieprawdziwych czynów, np. pedofilii[58][77], stosowania terroryzmu[282][283] (również w odniesieniu do wydarzeń związanych z osobami homoseksualnymi, np. wystawy muzealnej[284]),
- przypisywanie osobom homoseksualnym bycia przyczyną kryzysów (np. niepowodzeń historycznych[285]),katastrof naturalnych[281] (np. pożarów[286][287][288][289], trzęsień ziemi[290], huraganów[291], powodzi[292], tsunami[293] itd.) i epidemii[263][294],
- przypisywanie osobom homoseksualnym obrażania[295] lub wzbudzania gniewu bóstw[285] (również podczas pogrzebu ofiar zamachu terrorystycznego[296]),
- obarczanie osoby homoseksualnej ciężarem edukowania na temat społeczności[246],
- generalizowanie dotyczące społeczności LGBT na podstawie jednostek (zakładanie, że jedna osoba LGBT reprezentuje całą społeczność)[246],
- wyrażanie chęci więzienia osób homoseksualnych[297],
- stosowanie przemocy ekonomicznej lub grożenie nią, np. poprzez wyrzucanie osoby homoseksualnej z domu[87][298][299][300][301] (włącznie z niepełnoletnimi[302]), zwalnianie osoby homoseksualnej z pracy ze względu na orientację seksualną[87][303], wymuszanie na pracodawcy zerwania kontaktu z homoseksualną osobą[253] lub blokowanie jej rozwoju zawodowego (np. szklany sufit[304]),
- namawianie[265] lub zmuszanie osoby homoseksualnej do stworzenia związku (zwłaszcza zawarcia małżeństwa) z osobą innej płci (lawendowe małżeństwo). Przy tym heteroseksualny partner często pozostaje nieświadomy w kwestii rzeczywistej orientacji osoby, z którą bierze ślub[305] lub nie daje poinformowanej zgody[265][306],
- grożenie przemocą fizyczną[307][308],
- grożenie zgwałceniem osoby homoseksualnej przez osobę innej lub tej płci w rzekomym celu zmiany orientacji seksualnej[309],
- wyrażanie chęci zabijania osób homoseksualnych (również niepełnoletnich[310]) np. przez wysyłanie gróźb[311],
- wyrażanie chęci masowego zabijania osób homoseksualnych[312][313][314] (w tym grożenie śmiercią[107]),
- wzywanie do zabijania osób homoseksualnych[315] (włącznie np. z napisami na pomnikach[316]).

Motywowana homofobią przemoc fizyczna przejawia się między innymi przez:
- naruszanie nietykalności cielesnej (np. opluwanie[215], pobicie[203][204][317][318], dźganie nożem[202] lub kamienowanie[71]), w tym mogące powodować trwałe uszkodzenie ciała[319],
- niszczenie mienia osób homoseksualnych (np. domu[320]) lub organizacji zrzeszających, bądź też mile witających[321], lub działających na rzecz osób homoseksualnych[322],
- stosowanie tortur jako formy kary, w tym „terapii”[118][323] (również przez członków rodziny[324],
- gwałt na osobie homoseksualnej[325], również tzw. Gwałt naprawczy – zgwałcenie osoby homoseksualnej przez osobę innej płci w celu rzekomej zmiany orientacji seksualnej[309][326] (również osoby niepełnoletniej[327]) lub jako forma penalizacji (‘ukarania’)[71][328][329],
- zabijanie osób homoseksualnych (np. przez morderstwo lub lincz[330][331]; powszechnie znany przykład zdarzenia Matthew Sheparda[332]) lub uznawanych za osoby homoseksualne, włącznie z zabijaniem osób niepełnoletnich[333],
- zabijanie przez rodziców własnych dzieci które powiedziały, że są homoseksualne lub uznawanych za homoseksualne[334][335][336]
- organizowanie zamachów terrorystycznych w miejscach będących z założenia centrami społeczności osób LGBT (np. w dyskotece[337]) lub podczas wydarzeń społeczności LGBT (np. marszu równości[338]).

## Mechanizmy radzenia sobie z przejawami
W obliczu homofobii, osoby jej poddanej wykształcają mechamizmy radzenia sobie ze stygmatyzacją i dyskryminacją, np.:
- internalizowanie homofobii[339],
- strategie wybierania okoliczności, rozumiane jako wybieranie lub unikanie sytuacji, w zależności od ich emocjonalnego efektu[340], w tym:
  - poszukiwanie wsparcia[340],
  - poszukiwanie wsparcia materialnego (np. przez młode osoby LGBT, które ze względu na seksualność mogą być pozbawione wsparcia ze strony własnej rodziny)[340]
  - tworzenie kręgu przyjaciół jako akceptującej rodziny[340],
  - poszukiwanie wsparcia przez internet (np. publikowanie poezji o doświadczeniach)[340],
  - poszukiwanie wsparcia informacyjnego, by zneutralizować stygmatyzujące opinie[340],
  - wyznaczanie granic przez dystansowanie się od homofobicznych osób i sytuacji[340],
- aktywne modyfikowanie sytuacji[340]:
  - unikanie tematu orientacji seksualnej[340],
  - mówienie półprawd[340],
  - dyskretność w heteroseksistowskim otoczeniu[340],
  - ukrywanie orientacji seksualnej[340],
  - edukacja, mająca na celu zmniejszenie homofobii doświadczanej przez inne osoby w przyszłości[340],
- strategiczne koncentrowanie uwagi[340]:
  - selektywne słuchanie w stygmatyzującym otoczeniu[340],
  - ignorowanie prowokacji[340],
- zmiana strategii poznawczych[340]:
  - nadawanie nowej interpretacji homofobicznym sytuacjom[340],
  - dekonstrukcja heteroseksistowskich uprzedzeń[340],
  - wykształcenie samowystarczalnego podjeścia[340],
  - używanie przekazu medialnego w ramach wsparcia, np. przez możliwość identyfikacji z osobami o tej samej orientacji seksualnej[340],
- strategie modulacji emocjonalnej[340]:
  - wyrażanie emocji, np. przez rozmowę lub płacz[340],
  - tłumienie emocji[340],
  - używanie narkotyków[340],
  - intensyfikacja życia seksualnego, by móc przestać myśleć o izolacji[340],
- używanie kombinacji strategii[340].

## Możliwe przyczyny

### Historycznie
W 1890 William James założył, że poczucie odrazy wobec homoseksualności jest instynktowne i istnieje częściej u mężczyzn niż u kobiet. Ponadto w kulturach, gdzie homoseksualność jest obecna, instynktowna awersja została zastąpiona przez zwyczaj. James założył też, że tolerancja wobec homoseksualności jest wyuczona, a odraza jest wrodzona, a nie odwrotnie. Gregory M. Herek w krytyce hipotezy Jamesa stwierdził, że to niespodziewany wniosek, gdyż James zakłada „zarodkową możliwość” pociągu do osób tej samej płci, co wskazuje na jej naturalność.
W 1908 Edward Westermarck w swojej analizie wyszedł poza wyjaśnienia oparte o instynkt w swoim międzykulturowym studium moralności. Zasugerował on, że społeczna cenzura homoseksualności jest pokierowana „poczuciem niechęci wobec idei stosunków homoseksualnych, które są wywołane u dorosłych, którzy wykształcili swoje seksualne instynkty w zwyczajnych warunkach”. Mimo to, stwierdził, że to wyjaśnienie jest satysfakcjonujące w kwestii gwałtownych reakcji wobec homoseksualności w religiach żydowskiej, chrześcijańskiej i zoroastriańskiej. Doszedł do wniosku, że ta wrogość istnieje, ponieważ homoseksualność historycznie utożsamiano z bałwochwalstwem i herezją, a te były potępiane przez prawa i zwyczaje.
Psychoanalitycy zaproponowali perspektywę socjo-psychologiczną. W 1905 Sigmund Freud stwierdził, że wyłączne heteroseksualna orientacja seksualna nie jest przejawem biologicznych czynników, ale też wynikiem wpływu społecznych zakazów w kwestii homoerotyczności, jak również wczesnych doświadczeń rodzinnych. Założył, że wszyscy mężczyźni i kobiety mają silną więź z rodzicem tej samej płci. Więź jest zwykle uciskana przez kompleks Edypa. Jednak w niektórych przypadkach regresja jest niepełna. Na tej podstawie w 1914 r. Sandor Ferenczi zasugerował, że niechęć, wrogość i odstręczenie wobec męskiej homoseksualności są symptomami reakcji obronnej względem uczuć względem osób tej samej płci.
Teoria Judd Marmor z 1980 zakłada, że homofobia bierze się z braku wiedzy na temat tego, czym jest bycie osobą homoseksualną, lub wiedzy opartej o nieprawdziwe informacje.
Prof. Gregory M. Herek w swoim artykule z 1986 r. rozwodzi się nad teoriami o przyczynach homofobii. Jako jedną z nich wskazuje strach przed własnym ukrytą homoseksualnością albo niepewność co do własnej męskości lub kobiecości.
Niektórzy teoretycy, np. Judith Butler, rozważają możliwość strachu przed byciem postrzeganymi w kategoriach osób homo- lub biseksualnych jako czynnika wpływającego na homofobię. Zwolennicy tej teorii wskazują, że wyrażanie homofobicznych emocji i poglądów może nie tylko służyć ekspresji sądów o osobach LGBT, ale również stanowić czynną próbę zdystansowania się od tej kategorii ludzi i przypisywanego jej statusu społecznego. Zachowując się w sposób homofobiczny (w homofobicznych środowiskach), dana osoba utwierdza się w przekonaniach o własnej heteroseksualności i tym samym zabezpiecza się przed byciem postrzeganą i traktowaną – i w konsekwencji naznaczoną – przez resztę grupy jako osoba homo- bądź biseksualna.
Dwubiegunowe postrzeganie społeczeństwa (dobrzy „my” i źli „oni”), rodzi możliwość bardzo poważnych zaburzeń koegzystencji społecznej: od werbalnej deprecjacji osób skategoryzowanych jako „oni”, „obcy”, „inni” do ich fizycznej eksterminacji (np. w III Rzeszy).
W 1996 zostało opublikowane badanie dotyczące związku homofobii z podnieceniem. Zgodnie z wynikami testu na homofobię 64 heteroseksualnych mężczyzn podzielono na dwie grupy: homofobiczną i niehomofobiczną. Pierwsza składała się z 35, a druga z 29 mężczyzn. Test na agresję nie wykazał różnicy między grupami, więc hipoteza mówiąca o tym, że osoby homofobiczne są agresywne nie została potwierdzona. Uczestników poddano również badaniu pletyzmografem prąciowym. Obie grupy wykazały podniecenie seksualne podczas oglądania seksu z udziałem zarówno kobiet heteroseksualnych, jak filmów z seksem lesbijek. Następnie obydwu grupom zaprezentowano materiały z seksem gejowskim, który zdecydowanie podniecił 54% homofobicznych mężczyzn, umiarkowanie 26%, a wcale 20%. W przypadku niehomofobicznych mężczyzn, wyniki prezentowały się odpowiednio: 24%, 10% i 66%. W obu grupach podniecenie seksualne podczas oglądania seksu lesbijskiego i heteroseksualnego było wyższe niż podczas oglądania pornografii gejowskiej. Autorzy badania przedstawili dwa wyjaśnienia odnośnie do tego, dlaczego seks gejów podniecił bardziej homofobicznych mężczyzn niż niehomofobicznych. Przyczyną może być pochodząca z psychoanalizy koncepcja ukrytej homoseksualności. Zaistniałą sytuację można też wyjaśnić rolą lęku, który może powodować podniecenie seksualne i erekcję (oznaczałoby to, że reakcja homofobów na gejowskie bodźce seksualne wynika z zagrożenia, a nie z podniecenia). Problemem, na jaki natrafili autorzy badania, było dokładne zdefiniowanie homofobii i jej pomiar.
W 1997 badaczka historyczna Linda Dowling opublikowała pracę, w której doszukuje się przyczyn homofobii w strukturach państwowych starożytnych państw, będących u podstaw późniejszych społeczeństw. Zauważa ona, że mężczyźni homoseksualni mogli być postrzegani w starożytnej Grecji jako niezdolni do pełnego wypełniania obowiązków wobec polis. Opinie tego typu nie brały pod uwagę wkładu społecznego osób homoseksualnych w innych aspektach.

### Współcześnie
Badania psychologiczne pokazują, że postawy homofobiczne najbardziej rozpowszechnione są wśród osób, które nie znają osobiście żadnego geja lub lesbijki. Osobista znajomość z przedstawicielami mniejszości seksualnych zmniejsza poziom niechęci względem nich. Stąd psychologowie są zdania, iż homofobia spowodowana jest stereotypami i błędnymi mniemaniami dotyczącymi homoseksualności, np. fałszywym przekonaniem, że łączy się on z pedofilią, opiniami jakoby osoby homoseksualne były defektywne (choć 90% pedofilów to heteroseksualni mężczyźni), lub tym, że wirus HIV powiązany jest wyłącznie z homoseksualnością i biseksualnością (to błąd poznawczy, który daje złudne poczucie bezpieczeństwa heteroseksualnej populacji).

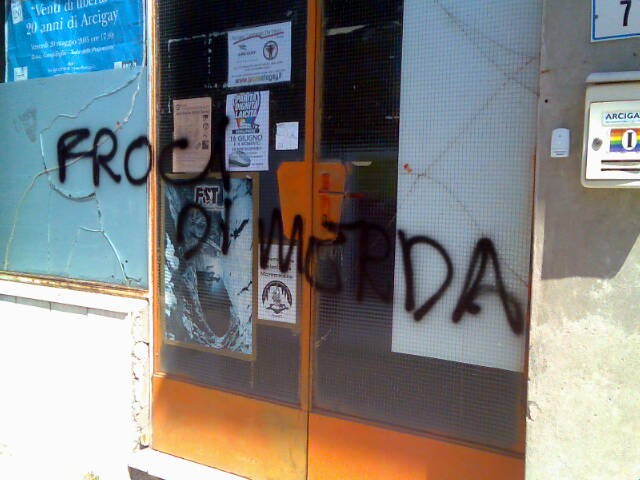
Anonimowe homofobiczne hasła na drzwiach Arcigay (włoskiej organizacji LGBT), Włochy, Grosseto.

Jak wykazują badania psychologiczne, homofobia występuje częściej u osób z wysokimi wynikami na skali F (faszyzm) osobowości autorytarnej. Na podstawie badań (Hereka z 1984 r. i 1991 r. oraz Kite’a z 1991 r.) wyróżniono następujące czynniki powiązane z homofobią (korelaty homofobii):
- osoby homofobiczne z reguły nigdy nie poznały osobiście jawnego geja lub lesbijki,
- są mniej skłonne do samookreślania się jako gej lub lesbijka oraz rzadziej deklarują własne zachowania homoseksualne,
- są bardziej skłonne do uznawania własnych rówieśników jako osoby przyjmujące negatywne postawy (dotyczy to zwłaszcza mężczyzn),
- są bardziej skłonne do wyrażania konserwatywnych i restrykcyjnych postaw w kwestii ról płciowych,
- jest większe prawdopodobieństwo, że mieszkały (zwłaszcza w trakcie dojrzewania) w miejscach, w których negatywny stosunek do osób homoseksualnych był normą (np. w czasach, kiedy przeprowadzono badania takimi miejscami nazwał Herek Środkowo-Zachodnie (Midwest) i Południowe Stany USA, prerie kanadyjskie, oraz małe miasta i tereny wiejskie),
- są częściej osobami starszymi,
- są częściej osobami o niskim poziomie wykształcenia,
- są częściej osobami religijnymi, regularnie chodzącymi do świątyń lub przynależącymi do konserwatywnych ideologii religijnych.

W 2015 badacze z uniwersytetów w L’Aquila, we Florencji oraz uniwersytetów Tor Vergata i La Sapienza w Rzymie opublikowali artykuł naukowy na temat kwestionariusza wypełnionego przez 500 studentów. Badanie wskazało na korelację między osobami wrogo nastawionymi do osób homoseksualnych a osobami wykazującymi psychotyczność, zdefiniowaną jako agresywność i wrogość wobec innych ludzi. Osoby o homofobicznym nastawieniu charakteryzowały się też niedojrzałymi mechanizmami obronnymi.

#### Heteronormatywność społeczeństwa
Naukowcy zajmujący się teorią queer krytykują wyjaśnianie marginalizacji mniejszości seksualnych przez homofobię rozumianą jako niechęć czy nienawiść względem osób homoseksualnych. Ich rozumienie homofobii bazuje na przekonaniu, że problem wykluczenia społecznego osób LGBT wynika ze szczególnych postaw jednostek społeczeństwa ukształtowanego przez heteronormatywność kultury. Innymi słowy, marginalizacja osób LGBT nie jest ich zdaniem problemem spowodowanym uprzedzeniami poszczególnych osób, lecz wynika z uwarunkowań kulturowych.

#### Błędy merytoryczne w publikacjach
Według „Słownika wyrazów obcych i zwrotów obcojęzycznych” Władysława Kopalińskiego homofobia była pobudzana przez epidemię AIDS, która najpierw miała zaatakować społeczność gejów. W rzeczywistości pierwotną grupą osób zarażonych wirusem HIV byli mieszkańcy Kinszasy w latach 20. XX wieku, którzy niekoniecznie byli homoseksualni. Słownik ten nie wspomina o innych teoriach na temat genezy homofobii.
Niektóre podręczniki „przygotowania do życia w rodzinie” (zwłaszcza wydane przez firmy powiązane z instytucjami religijnymi) zaliczają homoseksualność do „dewiacji seksualnych” lub opisują go w rozdziałach „zaburzeń i patologii”, a zachowania seksualne takie, jak seks oralny, analny i masturbację ujmują jako potencjalnie szkodliwe dla dalszego rozwoju jednostki (niezależnie od orientacji). Ujmowanie problematyki homoseksualności w kategoriach dewiacji, mylenie homoseksualności z pedofilią lub nierozróżnianie ich zdarza się również w podręcznikach akademickich, jak również w wypowiedziach polityków i aktywistów konserwatywnych.

#### Homofobia religijna

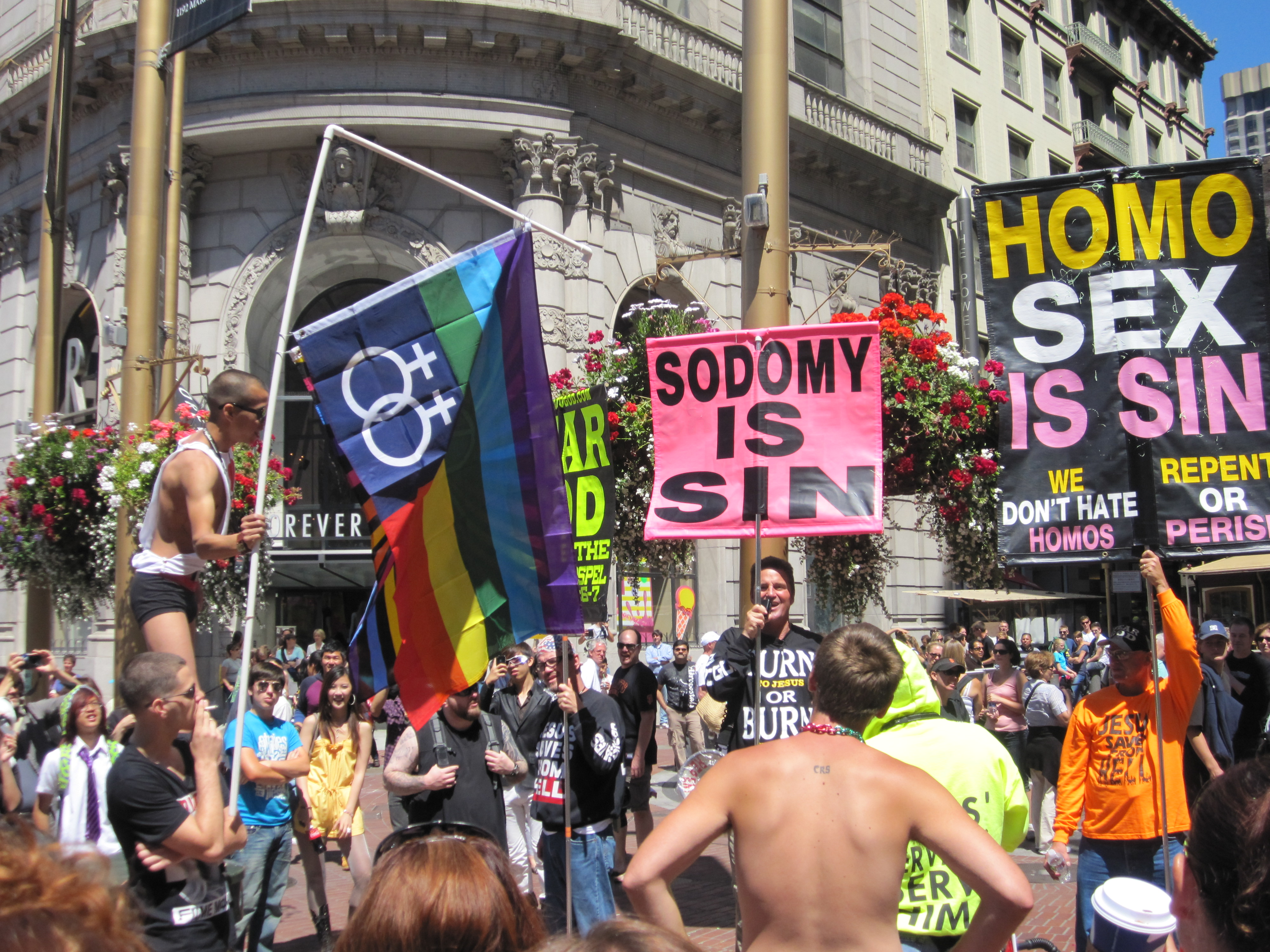
Protest przeciwko gejom w San Fransisco. Napisy (ang.): „Sodomia to grzech”, „Seks homoseksualny to grzech. Nie darzymy gejów nienawiścią. Nawróć się lub zgiń”.

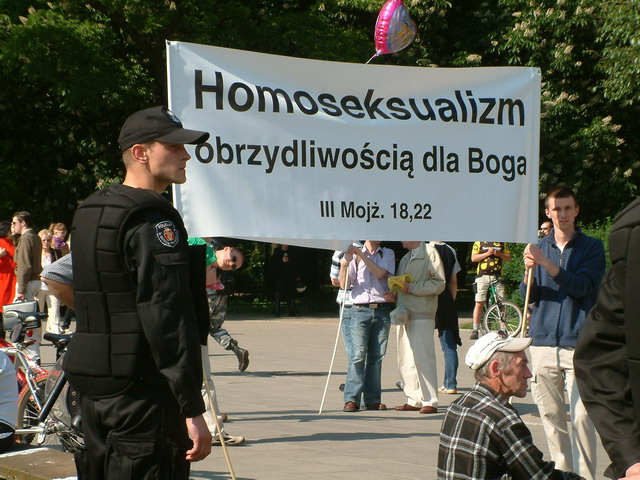
„Homoseksualizm obrzydliwością dla Boga. III. Mojż. 18,22” (Parada Równości w Warszawie, 19 maja 2007)

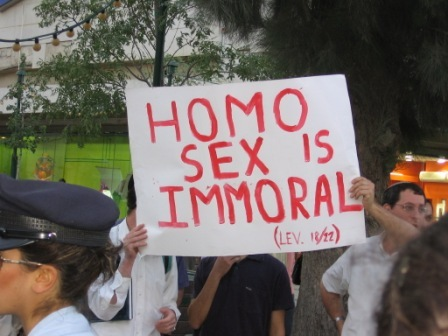
Protestujący w Jerozolimie, w Izraelu z napisem „Seks homo jest niemoralny (Kapł. 18,22)” (30 czerwca 2005)

Wielu przedstawicieli religii lub ich gałęzi, np. rzymskiego katolicyzmu, prawosławia, konserwatywnego protestantyzmu, islamu, mormonizmu i konserwatywnego judaizmu, wypowiada się negatywnie o osobach homoseksualnych.
Autorzy książek lub naukowcy (np. prof. Ireneusz Krzemiński) wskazują na religijne kaznodziejstwo oraz istnienie korelacji pomiędzy przejawianiem różnorodnych uprzedzeń, w tym także wobec orientacji seksualnej, a pewnymi typami postaw religijnych (fundamentalizm, religijność), przy czym wyznanie ma odgrywać rolę drugorzędną. Z kolei inne typy religijności, takie jak zewnętrzna i poszukująca orientacja religijna, powiązane są z niższym poziomem uprzedzeń lub w ogóle nie wykazują związku z uprzedzeniami.

##### Chrześcijaństwo
Obecna wersja Biblii, zarówno w Starym (Rdz 19,1–29; Księga Kapłańska 18,22), jak i w Nowym Testamencie (List do Rzymian 1, 24–27; 1. List do Koryntian 6, 9; 1. List do Tymoteusza 1, 10) piętnuje homoseksualność. Z badania przeprowadzonego na tekście Księgi Kapłańskiej wynika jednak, że wczesna Biblia nie zawierała fragmentów potępiających homoseksualność, które zostały dodane później.
W USA niechęć względem równouprawnienia gejów żywią najczęściej ugrupowania chrześcijańskich fundamentalistów.

###### Katolicyzm
W przypadku Kościoła katolickiego, od czasów soboru watykańskiego II wzmocnione zostało pierwotnie istniejące rozróżnienie „grzechu” i „grzesznika”. Zgodnie z tą koncepcją osoba homoseksualna nie posiada tożsamości homoseksualnej i może liczyć na akceptację, jeżeli wyrzeknie się „czynów homoseksualnych”, wymagających bezwzględnego potępienia.
Katechizm Kościoła katolickiego jednoznacznie wskazuje, że każda osoba ma niezbywalną godność osobistą, bez względu na orientację seksualną. Jednakże w Katechizmie Kościoła Katolickiego szacunek dla osoby nie jest równoznaczny z tolerancją „czynów homoseksualnych”, które przez katolicyzm są potępiane. Kościół potępia też wszelakie praktyki seksualne odbywające się pomiędzy ludźmi niebędącymi w związku małżeńskim, jednak jednocześnie nie uznaje małżeństw osób tej samej płci.
Wobec takiego traktowania homoseksualności, włoski pisarz Alfredo Ormando dokonał samospalenia na Placu św. Piotra w Watykanie jako formy protestu. W swoim liście skrytykował on postawę Kościoła katolickiego wobec homoseksualnych chrześcijan.

###### Protestantyzm i anglikanizm
Wiele kościołów protestanckich i anglikańskich odchodzi od konserwatywnego stanowiska wobec seksualności człowieka. Bywa to powodem poważnych sporów teologicznych i może grozić schizmą między kościołami w różnych krajach. 2 września 2007 roku nigeryjski, anglikański biskup Isaac Orama, w wywiadzie dla nigeryjskiej agencji prasowej stwierdził, że geje i lesbijki „nie zasługują, by żyć, gdyż stanowią bunt wobec Boskiego celu człowieka”. W Nigerii, jak i w kilku innych krajach, za kontakty homoseksualne grozi kara śmierci.

###### Świadkowie Jehowy
Według Świadków Jehowy stosunki seksualne są zarezerwowane tylko dla pary: mężczyzna i kobieta i wyłącznie w obrębie małżeństwa. Choć nie pochwalają oni homofobii, ponieważ Biblia nakazuje szanować wszystkich, to nie aprobują też homoseksualności.

##### Islam
Teksty islamskie generalnie potępiają osoby homoseksualne. W roku 2017, w Melbourne, ze strony tamtejszego imama pojawiła się inicjatywa otwarcia meczetu przyjaznego osobom LGBT.

#### Homofobia jako strategia polityczna
Jako jedną z przyczyn homofobii oraz utrzymania sytuacji, w której osoby homoseksualne pozbawione są równych praw, podaje się też upolitycznienie uprzedzenia wobec osób homoseksualnych oraz chęć czerpania korzyści politycznych z wysokiego poziomu homofobii. Zamiast niwelowania homofobii, politycy wykorzystują ją w utarczkach słownych i kampaniach, np. w Afryce homofobiczne hasła służą do zjednywania głosów homofobicznych wyborców, a w krajach bez równości małżeństw, politycy kierowani oportunizmem politycznym argumentują chęć utrzymania stanu obecnego tym, że społeczeństwo nie jest gotowe na równe traktowanie obywateli. Innym przykładem na to zjawisko może być nagonka na osoby LGBT prowadzona przez partię Prawo i Sprawiedliwość przed wyborami parlamentarnymi w 2019 roku, której kulminacją była emisja filmu „Inwazja” w telewizji publicznej na trzy dni przed wyborami.

#### Inne teorie
Z badań nad bliźniakami wynika, że na homofobię oprócz środowiska wpływają geny, jednak prace źródłowe nie rozstrzygają o dziedziczności środowiskowej lub genowej homofobii. Ponadto, bardziej homofobiczne są statystycznie osoby płci męskiej niż żeńskiej, oraz osoby heteroseksualne częściej niż nieheteroseksualne.
Parrott twierdzi, że agresywne reakcje homofobiczne mogą być skutkiem postrzegania homoseksualności jako odstępstwa od ról płciowych.
W 2002 historyk David Halperin opublikował książkę, w której zwraca on uwagę na to, że historyczne oczekiwania wobec zachowań seksualnych (hetero- i homoseksualnych) były bardziej elastyczne, a obecne sztywne ramy mogą przyczyniać się do wzmacniania stereotypów, a tym samym też homofobii.
Badanie, które ukazało się w czasopiśmie naukowym „Journal of Research in Personality” w 2006 roku wskazało, że obronna forma homofobii wynika z ukrytej niechęci, a nie z ukrytej homoseksualności.
W 2012 jako czynnik wpływający na homofobiczne postawy podano też nienawiść do samego siebie.
Niektórzy badacze (np. Agnieszka Graff oraz Adam Ostolski) wskazali na podobieństwo homofobii do mechanizmu działania antysemityzmu w wykluczaniu całych społeczności, mogące być następstwem zaniku jednej grupy i zastąpienie jej drugą, np. poprzez przedstawianie grupy jako zagrożenia dla dzieci (oskarżanie żydów o używanie krwi niemowląt), zorganizowanej i aroganckiej siły siejącej chaos (lobby gejowskie), ale też np. poprzez tworzenie narratywu konspirantów, gorszycieli i wyrzutków. Podobne wnioski wysnuł George Mosse, w kontekście nacjonalistycznego dyskursu stereotypów późnego XIX wieku w Niemczech.

## Skutki
Postawy homofobiczne mają znaczący wpływ na sytuację mniejszości seksualnych, na debatę wokół ich praw obywatelskich, a także resztę społeczeństwa w wielu wymiarach. Skutki zarówno incydentalnej, jak i regularnie doświadczanej homofobii mogą utrzymywać się przez całe życie.
Homofobia ma liczne i wielowymiarowe skutki na poziomie indywidualnym oraz społecznym, z wielorakimi efektami wtórnymi, np. w gospodarce. Według raportu Komisji Praw Człowieka Organizacji Narodów Zjednoczonych (ONZ) straty w wyniku istnienia homofobii szacuje się na 32 miliardy dolarów rocznie dla gospodarki rozmiaru Indii (dane BŚ).

### Wpływ na osoby homoseksualne
Istnieje wiele skutków homofobii na poziomie indywidualnym. Osoby dotknięte homofobią indywidualną często wykazują zachowania autodestrukcyjne typowe dla jednostek prześladowanych, m.in.:
- stany i zaburzenia lękowe[406],
- obniżona samoocena[407][408][409],
- stany depresyjne[407][408][409] i depresja[212][406] (np. spowodowana odrzuceniem, ostracyzmem lub przemocą słowną i fizyczną)[410],
- trudna i demoralizująca potrzeba ukrywania orientacji seksualnej ze strachu przed jej upublicznieniem (zwłaszcza w otoczeniu lub środowiskach homofobicznych)[76],
- poczucie samotności (np. powiązane z homofobią zinternalizowaną[200]),
- izolowanie się od społeczeństwa (wycofanie aspołeczne)[407][408][409],
- trudności w nauce[407][408][409] i braki w edukacji[405][411],
- cielesne zaburzenie dysmorficzne[406],
- wyższa skłonność do uzależnień[407][408][409],
- zachowania ryzykowne[407][408][409] (np. wyższa skłonność do seksu bez zabezpieczenia[200], również wynikająca z braku edukacji seksualnej biorącej pod uwagę homoseksualność lub braku edukacji seksualnej w ogóle)[407][408][409],
- zaburzenia snu[407][408][409],
- niższa produktywność (np. pracownicza)[411],
- samookaleczenie[406][407][408][409],
- bezdomność (spowodowana np. wykluczeniem przez rodzinę, wyrzuceniem z domu[87][301], ubóstwem lub depresją)[412],
- straty finansowe w wyniku działalności osób i organizacji prowadzących nienaukowe i prowadzące do tortur[118] „terapie” (np. NARTH prowadzone przez osoby skazane za oszustwa finansowe),
- myśli samobójcze[212][406],
- podejmowanie prób samobójczych (np. wśród nastoletnich gejów i lesbijek znacznie wyższe niż dla ich rówieśników[407][408][409][413][414]),
- utrata życia w wyniku samobójstwa[76][87][161][415], również w proteście przeciwko doświadczanej homofobii (np. samospalenie Alfredo Ormando),
- trwałe uszkodzenie ciała w wyniku przestępstwa nienawiści[319],
- utrata życia w wyniku morderstwa nienawiści[416], również masowego (w III Rzeszy 50 tys. osób skazano na więzienie ze względu na homoseksualność, spośród których od 5 do 15 tys. wysłano do obozów koncentracyjnych[417]).

Pośrednio, aktywne seksualnie osoby homoseksualne są 18 razy bardziej narażone na zarażenie wirusem HIV, ze względu na prawne ograniczenia i kulturowe tabu stojące na przeszkodzie edukacji seksualnej obejmującej osoby homoseksualne.

### Wpływ na społeczeństwo
Koszt homofobii nie ogranicza się do poziomu indywidualnego, ale ma też wpływ na resztę społeczeństwa przez:
- tworzenie wrogiego i potępiającego otoczenia wobec jakiejkolwiek formy inności[413][414][419] (również wobec dzieci osób lub par osób homoseksualnych[420]),
- ograniczanie różnorodności społeczeństwa, poprzez utrudnianie funkcjonowania jednostkom z cechami, które nie są powszechne czy dominujące[419],
- utrudnianie osobom heteroseksualnym nawiązywanie bliskich przyjaźni (z osobami tej samej płci niezależnie od orientacji), ze względu na strach bycia postrzeganym jako osoby homoseksualne i ewentualną późniejszą homofobię[419],
- utrudnianie wolności wyrażania się i kreatywności przez ograniczanie jednostek żyjących w społeczeństwie do binarnych ról płciowych[419] (np. przez zniechęcanie ludzi do podejmowania nowej kariery uważanej za homoseksualną[421]),
- utrudnianie edukacji seksualnej (również przez tabuizowanie seksu) kluczowej w czasie epidemii choroby wenerycznej (np. AIDS), narażające ludzi na zarażenie się lub śmierć z jej powodu[419],
- opresję osób heteroseksualnych, które są postrzegane jako osoby homoseksualne[422] (włącznie z przemocą psychiczną i fizyczną[202][203][204]), jak i rodzin osób homoseksualnych lub ich przyjaciół (dyskryminacja przez asocjację[419]),
- problemy z prawem wynikające z poniżania lub pomawiania osób homoseksualnych[423],
- utratę potencjału ekonomicznego wynikającego z pink dollar,
- utratę dobrego imienia, np. kiedy przedsiębiorstwo jest bierne wobec homofobii[424],
- trudności przedsiębiorstw, np. gdy przedsiębiorca zostaje ofiarą przemocy pokierowanej homofobią[319],
- przyczynianie się przedwczesnych kontaktów seksualnych, mogących skutkować ciążą lub zarażeniem chorobą weneryczną, gdyż młodzi ludzie każdej orientacji tkwią pod presją tego, by rozpocząć heteroseksualne życie uczuciowe i dowieść, że są heteroseksualni (jak ich rówieśnicy[419]),
- legitymizowanie przemocy i okrutnego traktowania za względu na naturalnie wykształcone cechy[413][414][419],
- wywoływanie efektów sekundarnych homofobii (np. problemy zdrowotne osób homoseksualnych, ich mniejsze uczestnictwo na rynku zatrudnienia i niższa produktywność przekładają się na niższe wyniki gospodarcze kraju, które mają wpływ na dobrobyt społeczeństwa[411]),
- współtworzenie fenomenu lawendowych małżeństw: kreowanie sytuacji, w której osoby heteroseksualne poślubiane są, często bez ich świadomej zgody[306], osobom homoseksualnym, które z kolei są do tego nakłaniane[265] lub zmuszane[305].

### Skutki homofobii na poziomie państwowym
Kraje z homofobicznymi prawami ponoszą następujące konsekwencje:
- niższy poziom turystyki[425], również w wyniku odwoływania wydarzeń[426],
- niższy poziom pomocy gospodarczej ze strony krajów rozwiniętych[425] (np. Wielka Brytania uzależnia pomoc humanitarną od poziomu praw człowieka[391]),
- utracone inwestycje[425],
- ryzyko emigracji osób LGBT, wraz z ich kapitałem[425], zwłaszcza ludzkim (ludzi z konkretnymi zdolnościami lub talentami)[405] lub finansowym[425],
- obniżenie produktywności (np. w wyniku utraty kapitału ludzkiego na skutek emigracji lub jego ograniczenie u jednostek cierpiących z powodu depresji lub niepełnosprawności wywołanej przez przejawy homofobii)[405][425],
- obniżenie ogólnego poziomu kreatywności[405],
- dodatkowy koszt dla służby zdrowia ze względu na fizyczne (np. leczenie i rekonwalescencja osób pobitych) i psychiczne (np. leczenie depresji lub zaburzeń lękowych) problemy zdrowotne wywołane przez przejawy homofobii[411],
- straty finansowe wynikające ze stosowania pseudonaukowych praktyk mających na celu zmianę orientacji seksualnej (np. Malezja przeznaczyła na ten cel 200 milionów dolarów[427]).

#### Kanada
W 2003 przygotowano w Kanadzie obszerny raport i studium analizy literatury związanej ze społecznym i ludzkim kosztem homofobii w tym kraju. Jednym z efektów tego opracowania było wyodrębnienie socjalno-ekonomicznej ceny, jaką społeczeństwo płaci za skutki homofobii i heteroseksizmu. Oszacowane koszty w roku 2001 dla tego kraju to około 8 miliardów dolarów kanadyjskich. Według raportu, wiążą się to nie tylko z bezpośrednimi skutkami zarejestrowanej homofobii na poziomie indywidualnym, ale też z ogólnospołecznymi kosztami systematycznej dyskryminacji społeczności LGBT w kraju. Od kwestii czysto socjalnych (zamieszkanie, zatrudnienie, opieka zdrowotna) poczynając, na przykładach homofobii w codziennym życiu społecznym i prywatnym kończąc. Autorzy raportu sięgnęli do bardzo szerokiej literatury badań statystyczno-socjalnych w Kanadzie, Stanach Zjednoczonych i Nowej Zelandii. W podsumowaniu zgrupowano tabele i obliczenia statystyczne śmiertelności osób ze środowiska LGBT, porównując te same grupy z wynikami dla ogółu społeczeństwa. W każdym z cytowanych przykładów śmiertelność osób LGBT była wielokrotnie wyższa. Raport ten był pierwszym tego typu całościowym opracowaniem kosztów szeroko rozumianego pojęcia homofobii i jej skutków.

### Badania statystyczne

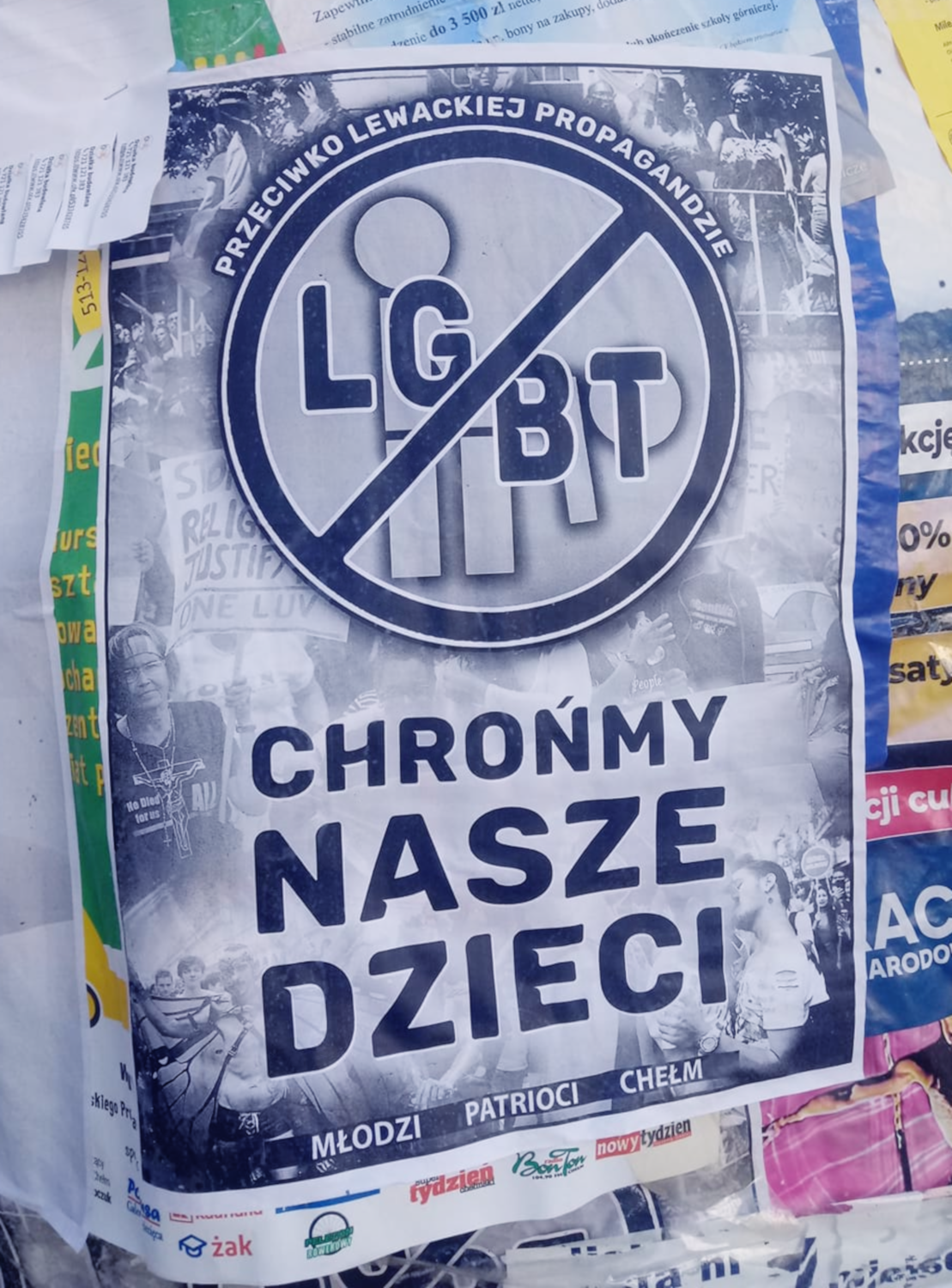
Plakat anty-LGBT w Chełmie w 2019

#### Polska
Według sondażu ze stycznia 2007 wykonanego na zlecenie Unii Europejskiej 59% Polaków uważa, że dyskryminacja ze względu na orientację seksualną jest rozpowszechniona w kraju. Jednocześnie 41% jest zdania, że zwiększyła się w ciągu ostatnich pięciu lat (w obu przypadkach ankietowani mogli udzielić kilku odpowiedzi).
Według raportu KPH oraz Lambda Warszawa o sytuacji osób homo- i biseksualnych w Polsce, opublikowanego 4 kwietnia 2007, 17,6% badanych osób o orientacji homo- i biseksualnej doznało w ciągu ubiegłych dwóch lat jakiejś formy przemocy fizycznej (w 85,1% przypadków policja nie została powiadomiona o zdarzeniu), 51% doświadczyło w podanym czasie przemocy psychicznej, w tym 75% zaczepek słownych lub agresji słownej. Przykładem znanych i publicznie manifestacyjnych działań skrajnie homofobicznych są akcje Młodzieży Wszechpolskiej podczas wieców i pochodów polskich środowisk LGBT. Te kontrmanifestacje polegają na wyszydzaniu i porównywaniu osób LGBT do zoofilów lub innych parafilii seksualnych, po nawoływanie do fizycznej eksterminacji (np. „pedały do gazu”).
Według raportu „Schoolmates” (przygotowanego m.in. przez Kampanię Przeciw Homofobii), w polskich szkołach z agresją fizyczną i psychiczną lub niechęcią wobec osób homoseksualnych lub uznanych za homoseksualne spotkało się 80% uczniów i nauczycieli. Z osamotnieniem lub wykluczeniem innych w szkole z powodu podejrzeń o bycie gejem spotkało się 44,4% badanych. Według raportu, polscy uczniowie prezentują najniższy poziom wiedzy na temat homoseksualności. Powszechne są stereotypy, że homoseksualność to przejściowy okres w rozwoju młodego człowieka (tak myśli 35% badanych).
W 2011 Fundacja Wiedza Lokalna rozpoczęła program, którego celem jest wdrożenie monitorowania treści publikowanych przez internautów w Polsce pod kątem zawartej tam mowy nienawiści i języka wrogości wobec mniejszości etnicznych, seksualnych, religijnych i innych. Jak wynika z badania, osoby homoseksualne są trzecią (za społecznością żydowską i rosyjską) najbardziej narażoną grupą na nietolerancyjne treści.
Według opublikowanego w 2020 przez organizację ILGA Europe rankingu, Polska jest najmniej przyjaznym krajem dla osób LGBT w Unii Europejskiej. Przy ocenie państw brane były pod uwagę takie czynniki, jak:
- równość i zakaz dyskryminacji,
- rodzina,
- wolność zgromadzeń,
- zrzeszania i ekspresji,
- przestępstwa z nienawiści i mowa nienawiści,
- uzgadnianie płci i integralność cielesna,
- prawo do azylu.

#### Stany Zjednoczone
Jak podają statystyki FBI, w samych USA w 2004 roku 15,6% zgłoszonych zbrodni nienawiści było motywowanych odmienną orientacją seksualną ofiar. W większości ofiarami tych ataków byli geje.

#### Wielka Brytania
Fundacja chrześcijańska Oasis opublikowała w 2016 raport dotyczący związku związków religijnych z homofobią. Według niego, osoby homo- i biseksualne (w raporcie wspomniane jako LGB) cierpią częściej (w porównaniu z ogółem społeczeństwa) z powodu depresji, lęku, problemów z postrzeganiem obrazu własnego ciała, samookaleczania i myśli samobójczych. Wynika to z doświadczania homofobii oraz przekonań społecznych, że heteroseksualność to norma, i wszystko poza nią jest podrzędne. Raport nadmienia, że w Wielkiej Brytanii miejscowe kościoły to największe organizacje szerzące dyskryminację osób LGBT, a chrześcijanie są w tym kraju największą grupą ludzi podtrzymującą negatywny stosunek do związków osób tej samej płci w mediach i społeczeństwie. Raport zaleca, by kościół uznał swoją winę za przyczynianie się do problemów gejów, lesbijek i osób biseksualnych.

## Przeciwdziałanie i eliminacja
Walka z wykluczeniem, według naukowców zajmujących się teorią queer, nie powinna polegać na walce z poszczególnymi homofobami, lecz na walce z opresyjnymi mechanizmami przemocy, sankcjonowanymi przez kulturę i jej ograniczenia. Przeciwdziałanie homofobii opiera się często na ujawnianiu i niwelowaniu jej przyczyn np. przez kampanie społeczne i integrację. Poza działaniami w przestrzeni publicznej w wielu krajach przedsięwzięto kroki legislacyjne zabraniające dyskryminacji, nawoływania do nienawiści lub aktów nienawiści ze względu na orientację seksualną.

### Edukacja
W Stanach Zjednoczonych główne organizacje zawodowe psychologów, nauczycieli i wykładowców podkreślają, że zasadniczym narzędziem zwalczania aktów nienawiści i homofobii jest edukacja społeczeństwa i zbudowanie takiego systemu szkolnictwa, gdzie kwestie seksualności są naukowo i obiektywnie przekazywane uczniom i wychowankom. Organizacje takie, jak APA (American Psychologist Association) oraz NASP (National Association of School Psychologist) podkreślają to, jak bardzo ważna jest ochrona mniejszości seksualnych przed atakami nienawiści i przemocy powodowanej homofobią, np. poprzez wprowadzenie prawnego zakazu mowy nienawiści. Zdaniem tych organizacji, potwierdzone naukowo informacje o ludzkiej seksualności, w tym homoseksualności, są szczególnie ważne dla młodych ludzi, którzy dopiero odkrywają swoją seksualność. Edukowaniu społeczeństwa na gruncie szkolnym służy szeroko zakrojona akcja koalicji The Safe Schools Coalition – Doorway pracowników służby zdrowia, organizacji rządowych i społecznych. Jej celem jest szerzenie idei reformy szkolnictwa i systemu prawnego, co pozwoli stworzyć szkolnictwo bezpieczne i tolerancyjne środowisko wychowywania młodego pokolenia obywateli.
Efektywna profilaktyka możliwa jest na poziomie szkół. Obejmuje ona szkolenie rodziców, opiekunów, nauczycieli i przewodników duchownych, by ci byli w stanie pomagać młodym osobom LGBT, pracować nad nierównościami, reagować w przypadku dyskryminacji, homofobicznych żartów czy przemocy. Szkoła jest miejscem, gdzie młode osoby LGBT najczęściej doznają przemocy, która obok osamotnienia i braku akceptacji jest główną przyczyną depresji i myśli samobójczych wśród nastolatków LGBT. Szkolenia umożliwiają tworzenie środowiska wolnego od uprzedzeń i dyskryminacji ze względu na orientację seksualną i tożsamość płciową, stąd ich przeprowadzanie zalecane jest jako jedno z kluczowych wskazań dla szkół, które chcą dbać o swoich uczniów i uczennice LGBT. Według badania opublikowanego w 2018 w Wielkiej Brytanii 43% uczniów w wieku 11–16 lat zadeklarowało, że ich koledzy używają homofobicznego języka.

### Akcje społeczne

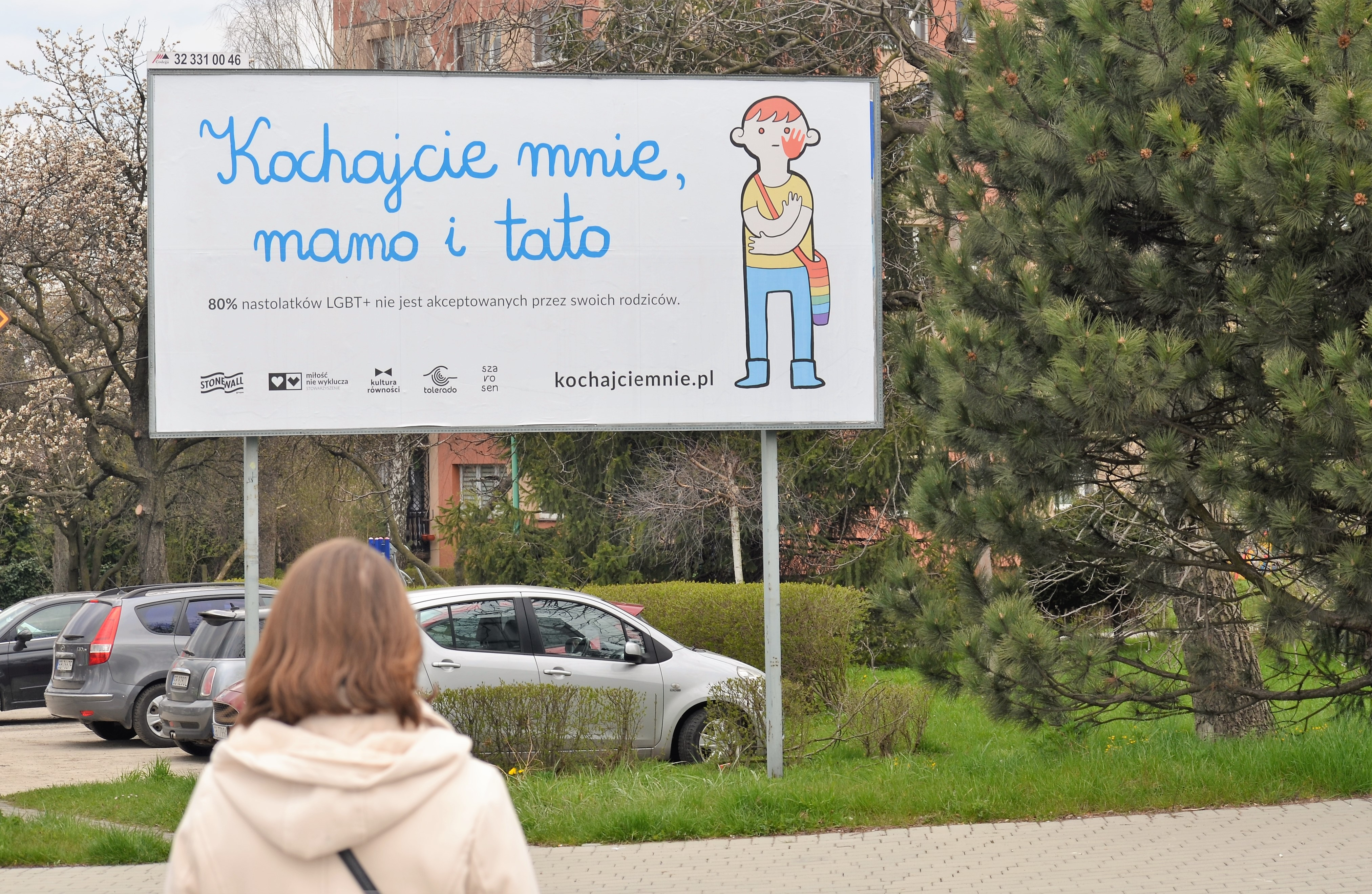
Kampania „Kochajcie mnie, mamo i tato”

Przemoc homofobiczna nie zawsze jest w pełni świadoma (na przykład ze strony rodziny osoby homoseksualnej), co było motywacją rozpoczęcia kampanii społecznej Jeśli to słyszysz, jeśli to mówisz, dotyczącej przemocy domowej wobec osób LGBT.
W 2013 magazyn GQ wyszedł z inicjatywą opublikowania pozowanych zdjęć całujących się heteroseksualnych gwiazd, by wyrazić sprzeciw wobec homofobii.
W 2016 aktywistka El Roberts-Wright zapoczątkowała inicjatywę The Rainbow Cards Project wysyłania kartek świątecznych osobom LGBT odrzuconym przez ich rodziny.
W ramach próby reintegracji grupa religijnych chrześcijan pojawiła się w 2018 na paradzie równości, by przeprosić za sposób, w jaki chrześcijanie traktowali osoby LGBT. Ich obecność została pozytywnie przyjęta przez uczestników parady. Podobne inicjatywy, w których chrześcijanie przeprosili za okrucieństwo i niesprawiedliwość miały miejsce m.in. w Kościele Szkocji. Kościół St James w Didsbury, dzielnicy Manchesteru zainicjował wprowadzenie polityki równościowej i zorganizował paradę w następstwie samobójstwa parafianki.
Z okazji Światowego Dnia Zapobiegania Samobójstwom piosenkarz Olly Alexander wraz z portalem Gay Times stworzyli kampanię, która ma na celu zachęcenie młodych osób LGBTQ do mówienia o swoich problemach psychicznych i sięgania po pomoc. Symbolem kampanii stała się tęczowa flaga z wyrwanymi dwoma pasami, symbolizującymi dwie na sześć osób LGBTQ, które statystycznie podejmują próby samobójcze z powodu dyskryminacji, prześladowania i problemów psychicznych wynikających z braku akceptacji.
W ramach cyklicznej akcji społecznej Tęczowy piątek zainicjowaną przez Kampanię przeciw Homofobii, uczniowie, nauczyciele i rodzice organizuja w szkołach zajęcia poświęcowne integracji osób LGBT. Założeniem jej jest to, żeby pokazać młodzieży LGBT, że w szkole jest miejsce również dla niej – że może czuć się w niej bezpiecznie i w pełni realizować swój potencjał.
W ramach protestu przeciw homofobii, uczniowie liceum zorganizowali studniówkę pod hasłem Poloneza Równości, na której zatańczyły pary tej samej płci, argumentując: „wierzymy, że małymi krokami pokonamy homofobię. Ten manifest wsparcia jest jednym z kroków, które mają nas przybliżyć do równych praw osób LGBT+. Miłość nie może być powodem do strachu, wstydu i wyobcowania”.
W 2018 w odpowiedzi na homofobiczne pismo ze strony słuchaczy orkiestra symfoniczna z Helsingborg przygotowała kantatę parodiującą homofobię.
W 2019 piłkarze klubu piłki nożnej z Altrincham (Altrincham FC) założyli na mecz tęczowe kostiumy, by wyrazić sprzeciw wobec homofobii w sporcie.
W 2020 w Oslo pod Ambasadą Polski odbył się protest żądający zaprzestania ataków na osoby LGBT w Polsce, a w Berlinie przy Instytucie Polskim przeciwko tzw. strefom wolnym od LGBT.

### Działania kulturowe
W Take Me to Church Hoziera zwraca się uwagę na problem prześladowania ze względu na orientację seksualną.
W swojej piosence grupa Divines zwraca uwagę na przemoc homofobiczną i niezgłaszanie jej, cytując raport o Sytuacji społecznej osób LGBTA w Polsce 2015–2016.

### Działania indywidualne
W badaniu przeprowadzonym nad referendum w kwestii małżeństw osób tej samej płci w Australii wykazano szkodliwość homofobicznej części debaty dla zdrowia osób LGBT, przy czym badacze zwrócili uwagę na to, że wsparcie ze strony rodziny i przyjaciół odgrywało ważną rolę w równoważeniu negatywnego przesłania przeciwników uznania małżeństw osób tej samej płci.
Homofobia jest też przedmiotem indywidualnych protestów osób protestujących przeciwko niej. Wsparcie wobec osób LGBT w obliczu homofobii okazywane jest też poprzez uczestnictwo w wydarzeniach LGBT, np. przez premiera Kanady Justina Trudeau. W obliczu homofobicznych zachowań podejmowane są też próby podejmowania dialogu i szukania punktów wspólnych lub symboliczny kontratak jako forma samoobrony. Liczne są apele przeciw homofobii i jej przejawom, wyrażane są przez sportowców (np. Adam Małysz, Karolina Hamer, Jolanta Ogar-Hill, Radosław Majdan, Tomasz Paszek, Kamil Siemaszko, Grzegorz Sobieszek, Guram Kaszia), osoby medialne (np. Małgorzata Rozenek-Majdan, Joanna Racewicz i Jerzy Vetulani), aktorów, muzyków (np. Maria Peszek) i polityków.
W 1967 r. Pierre Trudeau pełniący rolę ministra sprawiedliwości Kanady ogłosił, że nie ma miejsca dla państwa w sypialniach narodu (autorem słów jest Martin O’Malley). W 2017 r. Piotr Szczęsny (Szary Człowiek) dokonał samospalenia w Warszawie, m.in. w proteście przeciw homofobii.
W 2013. rugbysta drużyny narodowej Australii David Pocock i Emma Palandri ogłosili, iż nie zawrą związku małżeńskiego, dopóki takiej samej możliwości nie będą miały w Australii pary homoseksualne (wzięli go 8 lat po złożeniu deklaracji, niedługo po tym, gdy Australia uznała małżeństwa osób tej samej płci).
W 2018 r. artysta Vasilisa Nezabarom, wstrzymał ruch na jednej z ulic w Zielonej Górze. Nie pozwalał przejechać samochodowi jeżdżącemu z homofobicznym billboardem na ulicach miasta, który nawiązywał do pseudonaukowych prac Paula Camerona na temat homoseksualności, odrzucanych przez środowiska naukowe (prace i działalność Camerona zostały skrytykowane przez Stowarzyszenie Pracownia Różnorodności, które nazwało go pseudonaukowcem, za co Cameron wytoczył mu proces, który ostatecznie przegrał). W 2020 r. podobna furgonetka została zablokowana przez kierowców w Warszawie.
W marcu 2019 złoty medalista olimpijski Callum Skinner ogłosił, że rezygnuje ze sportu, by poświęcić się walce o równouprawnienie gejów, w tym swojego ojca, oraz szerszej społeczności osób LGBT.
W 2020 bramkarz meksykańskiego klubu Tigres UANL Nahuel Guzmán przefarbował włosy na tęczowo by zaprotestować przeciw homofobii w sporcie.
Zdarza się także, że osoby, które w przeszłości wypowiedziały się w sposób homofobiczny, wyrażają skruchę z powodu swoich wcześniejszych słów. W 2019 uczestnik programu Big Brother, który publicznie używał homofobicznych wyzwisk i groził pobiciem osoby homoseksualnej, przeprosił za swoje zachowanie. Raper Stormzy przeprosił też za używanie homofobicznych przezwisk.
Działania indywidualne przeciw homofobii przybierają jednak wiele różnych form.

### Działania lokalne
Na różnych szczeblach organizacji stosunków międzynarodowych, krajowych, lokalnych podejmowane są akcje i kroki prawne przeciw zachowaniom homofobicznym. Często najbardziej skuteczne są te podejmowane na szczeblu lokalnym.
Przykładem tego może być spółdzielnia mieszkaniowa (housing co-op) w Wielkiej Brytanii, która opierając się na państwowej inicjatywie Government’s Respect Agenda, określiła homofobię jako jeden z przykładów zachowań antyspołecznych, które nie będą tolerowane w kontaktach między jej członkami i mieszkańcami.
Prezydenci miast i inni politycy lokalni wyrażają poparcie dla równouprawnienia osób homoseksualnych poprzez udzielanie patronatu.
14 lutego 2020 radni francuskiego miasta i gminy Saint-Jean-de-Braye jednogłośnie zawiesili oficjalną współpracę z Tuchowem po przyjęciu przez tuchowski samorząd homofobicznej uchwały o „strefie wolnej od ideologii LGBT”. Francuscy radni zaapelowali o wyjaśnienia i wycofanie uchwały. Decyzję uzasadniono tym, że przedstawiciele gminy zdali sobie sprawę z tego że historia się powtarza. Przywołali fakt, że w departamencie Loiret były trzy miejsca internowania, a w pobliskiej Saint-Jean-de-Braye miejscowości Jargeau więziono Romów i osoby homoseksualne w obozie koncentracyjnym tamże. Zerwanie współpracy podjęto w obronie praw człowieka. Podobne działania podjęły inne miasta partnerskie samorządów, które przyjęły homofobiczne deklaracje, np. Weimar.
W 2019 Wrocław rozpoczął usuwanie m.in. homofobicznych napisów i symboli.
W odpowiedzi na homofobiczne „strefy wolne” w Poznaniu rozpoczęto inicjatywę „LGBT+ w Poznaniu zawsze jesteście mile widziani”.

### Działania podejmowane przez firmy
W 2018 w następstwie homofobicznego ataku, wydawca gier komputerowych Bethesda Softworks zablokował dożywotnio 76 użytkowników używających kont gry Fallout 4 do prześladowania homoseksualnych graczy, w internecie chwaląc się zabijaniem gejów.
W 2019 w następstwie umieszczenia przez pracownika MPK we Wrocławiu wpisu z homofobiczną mową nienawiści, prezes spółki zgłosił incydent na policję oraz zadeklarował chęć tego, żeby każdy pasażer czuł się bezpiecznie oraz poczucie, że tego typu wypowiedzi mogłyby to poczucie bezpieczeństwa u niektórych grup pasażerów niestety zakłócać. Zadeklarował, że firma tak samo ostro będzie reagować na każdy inny przypadek mowy nienawiści.

### Działania prawne
Osoby lub organizacjie podejmują działania prawne przeciw homofobii. W 2020 ukraińska fundacja LGBT Insight (ukr. Iнсайт) pozwała Patriarchę Filareta za obwinianie małżeństw osób tej samej płci za spowodowanie pandemii koronawirusa.

### Integracja mniejszości

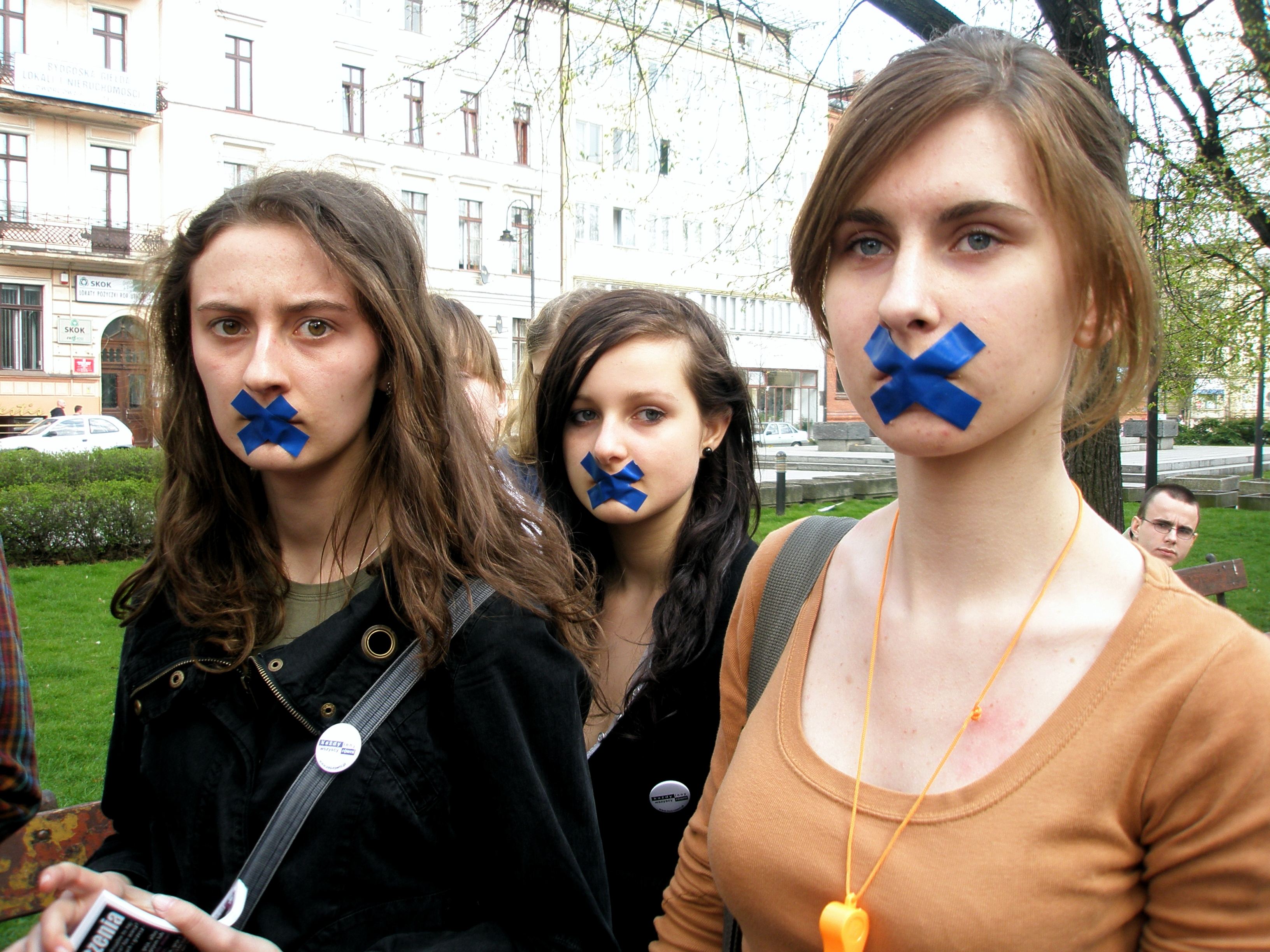
Obchody Dnia Milczenia w 2008 w Bydgoszczy. Uczestnicy akcji składają jednodniowe śluby milczenia, symbolicznie wyrażające ciszę, na jaką są skazane ofiary homofobii (oraz bifobii i transfobii).

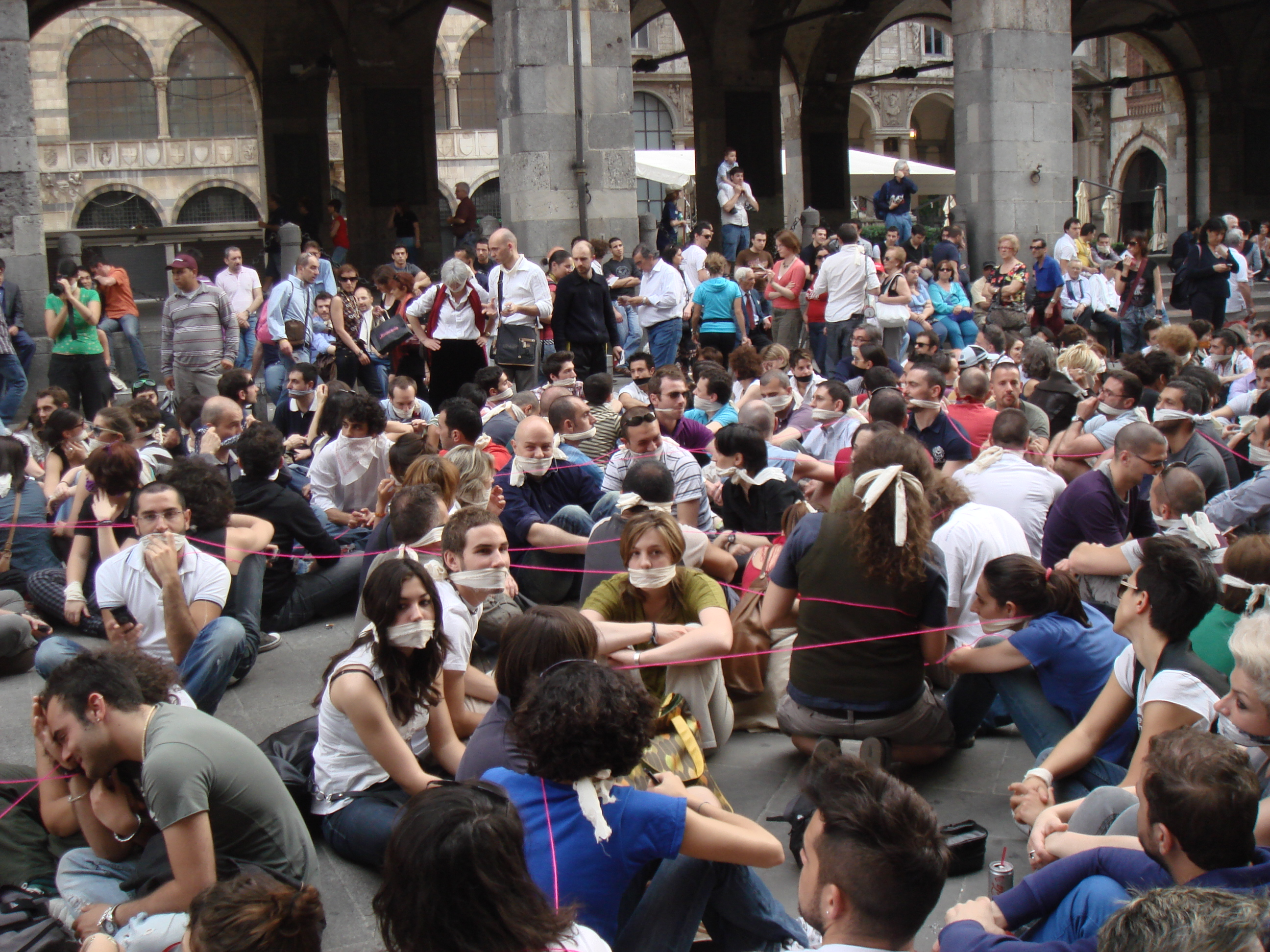
Wystąpienie przeciwko homofobii w Mediolanie (14 maja 2009)

Społeczność LGBT w walce z homofobią przede wszystkim stara się dać poznać reszcie społeczeństwa, wychodząc z założenia, że homofobia wynika głównie z niewiedzy. Dlatego aktywiści LGBT urządzają wydarzenia takie jak Christopher Street Day (gay pride), a w Polsce – parady i marsze równości Parady Równości, Marsz Równości w Poznaniu, Marsz Tolerancji), a na co dzień część osób LGBT manifestuje swoją przynależność do dyskryminowanej grupy. Niektóre aspekty tych manifestacji są krytykowane zarówno przez niektórych wewnątrz społeczności LGBT, jak i na zewnątrz. Przeciwnicy tego typu wydarzeń wskazują na takie elementy manifestacji, które umacniają ich zdaniem stereotypy dotyczące ich grupy, np. przez obecność drag queens, przewagę koloru różowego, typową dla stylu karnawałowego (mardi gras) atmosferę seksualności i erotyki, która z kolei zwraca uwagę na problem AIDS. Zwolennicy parad uważają, że są one okazją do przełamania tych właśnie stereotypów i wykazania wewnętrznego zróżnicowania społeczności LGBT, jak i ich rozmaitych stylów życia (podobnie jak zróżnicowane są osoby heteroseksualne i ich style życia). Przykładem takiego zróżnicowania jest obecność w marszach par i rodzin LGBT, różnych środowisk LGBT, grup zawodowych. Parady uczęszczane są też przez osoby heteroseksualne: rodziny osób LGBT, osoby heteroseksualne lub grupy spoza LGBT przyjazne osobom LGBT (np. Gay-Straight Alliance), które wykazują tym sposobem swoje poparcie dla ideałów społeczeństwa tolerancyjnego, gdzie wszyscy mają takie same prawa i przywileje.
17 maja 2005 po raz pierwszy obchodzono Międzynarodowy Dzień Przeciw Homofobii (ang. International Day Against Homophobia – IDAHO); do obchodów przyłączyły się organizacje z 40 krajów świata, m.in. z Francji, Polski i Szwecji.
Pełna asymilacja osób homoseksualnych może jednak rodzić ryzyko zaniku subkultury, do której stworzenia zmuszone były osoby homoseksualne.

### Izolacja mniejszości
W Hiszpanii emeryt Federico Armenteros, który doświadczył wykluczenia ze strony innych rezydentów z powodu seksualności, zainicjował stworzenie domu spokojnej starości dla osób LGBT. Jego celem jest zapewnienie osobom LGBT, które wcześniej doświadczyły homofobii lub nie mogły żyć otwarcie jako osoby homoseksualne, miejsca pozwalającego im dożyć do końca w miejscu pełnym szacunku.

### Sztuka
Kultura odgrywa ważną rolę w redukcji poziomu homofobicznego nastawienia u dorosłych osób, np. poprzez dzieła literackie. Badacz, pisarz i aktor Sky Gilbert zauważył, że sztuka może też umacniać homofobiczne nastawienie, nawet wtedy, kiedy nie jest to jej celem (np. przez szydzenie z delikatności mężczyzn).

### Zaangażowanie duchowieństwa
W 2017 r. Vazken Movsesian, wysokiej rangi duchowny reprezentujący najstarszy kościół chrześcijański (Apostolski Kościół Ormiański), stanął w obronie uznania małżeństw osób tej samej płci. W wywiadzie dla radia w Los Angeles przyrównał on przeszłe prześladowania Ormian w Turcji i armeński holocaust do czynów osób odrzucających osoby LGBT. Dodał też: „jako ormiański chrześcijanin jak mogę zamykać oczy na to, co się dzieje na świecie? To nie tylko w Armenii, ale też wszędzie jest ta nietolerancja”.
W 2018 homoseksualny pastor Wyn Thomas z walijskiej parafii Llwynrhydowen w ramach protestu przeciw zawistnym komentatorom internetowym grożącym mu pozbawieniem życia przez pocałowanie męża. Wezwał do konfrontacji z trollami: „Nie chcę dawać im uwagi, której tak szukają, ale z drugiej strony to bardzo ważne, by młodzi ludzie w Walii i poza nią zdawali sobie sprawę, że to tylko mniejszość, która nienawidzi nie tylko osób LGBT, ale też każdego, kto się jakoś wyróżnia.”.

### Zaangażowanie organizacji międzynarodowych

#### Organizacji Narodów Zjednoczonych
W 2013 Organizacja Narodów Zjednoczonych rozpoczęła kampanię Free and Equal (Wolni i równi), której celem jest edukowanie społeczeństwa, by zapewnić większy szacunek dla praw osób homoseksualnych (ale też biseksualnych, transseksualnych i interseksualnych) na całym świecie. W filmie inaugurującym kampanię zatytułowanym The Riddle (Zagadka) Komisarz ds. Praw Człowieka przypomina o tym, że każdy naród jest zobowiązany przez międzynarodowe prawo do ochrony wszystkich osób homoseksualnych (oraz innych grup, na których skupiona jest kampania) przed torturami, dyskryminacją i przemocą, a Sekretarz Generalny ONZ Ban Ki-moon dodaje też, że prawa osób LGBT są prawami człowieka. Kampania zwraca uwagę na aspekty powiązane z homofobią (np. nadreprezentację osób LGBT jako młodych bezdomnych) i form jej ograniczania (np. znaczenie sojuszników dla osób LGBT).
Filmiki kampanii są jednymi z najbardziej popularnych materiałów opublikowanych przez ONZ, a sama kampania dotarła do 2,4 miliarda ludzi na całym świecie.
W 2016 roku Rada Praw Człowieka przy Organizacji Narodów Zjednoczonych powołała po raz pierwszy niezależnego eksperta (SOGIE), który ma monitorować dyskryminację ze względu na orientację seksualną i tożsamość płciową. Powoływany na trzyletnią kadencję ma zajmować się implementacją międzynarodowych zapisów, dotyczących praw człowieka ze szczególnym uwzględnieniem zwalczania przemocy i dyskryminacji ze względu na orientację seksualną i tożsamość płciową oraz m.in. poszukiwaniem ich przyczyn. W 2020 r. ekspert ONZ Víctor Madrigal-Borloz przedstawiając przed Radą Praw Człowieka ONZ swój raport wezwał do wprowadzenia globalnego zakazu praktyk nazywanych terapią konwersyjną, uznanych za torturę.

#### Parlament Europejski
18 stycznia 2006 Parlament Europejski wystąpił z rezolucją potępiającą homofobię w Europie. Członkowie Parlamentu wezwali państwa członkowskie UE i Komisję Europejską do stanowczego potępienia nienawistnych wypowiedzi oraz zwiększenia wysiłków na rzecz walki z homofobią poprzez edukację. Jako przykład takiego działania podali kampanie prowadzone przeciwko homofobii w szkołach. Europosłowie zaapelowali też o stosowanie i rozpowszechnianie zasady równości w społeczeństwach i porządkach prawnych Europy oraz o przyjęcie przepisów prawnych uniemożliwiających dyskryminację, jakiej doświadczają partnerzy tej samej płci w takich dziedzinach jak m.in.: prawo spadkowe, prawo własności, prawo najmu, emerytury, podatki i ubezpieczenia społeczne.
W tej samej rezolucji Parlament Europejski poparł obchody Międzynarodowego Dnia Walki z Homofobią 17 maja, ponadto zaś z osobna wezwał Komisję Europejską do przedstawienia propozycji gwarantujących swobodę przemieszczania się obywateli Unii i członków ich rodzin oraz zarejestrowanych partnerów bez względu na płeć. Europosłowie zaapelowali do państw członkowskich, aby formalnie uznały osoby homoseksualne za ofiary reżimu nazistowskiego (osoby homoseksualne nie tylko nie otrzymały nigdy kompensaty finansowej, ale też były izolowane w obozach koncentracyjnych i więzieniach nawet po zakończeniu wojny).
15 czerwca 2006 Parlament Europejski przyjął rezolucję „w sprawie nasilenia przemocy powodowanej rasizmem i homofobią w Europie”, w której wyraził poważne zaniepokojenie wzrostem nietolerancji powodowanej rasizmem, ksenofobią, antysemityzmem i homofobią.
26 kwietnia 2007, Parlament Europejski uchwalił kolejną rezolucję „w sprawie homofobii w Europie”, w której 12 na 18 punktów dotyczyło Polski. Wezwał w niej „władze polskie do publicznego potępienia oświadczeń osób publicznych wzywających do dyskryminacji i nienawiści ze względu na orientację seksualną i do zastosowania środków przeciwko tego rodzaju wystąpieniom”.
W styczniu 2020 Parlament Europejski przyjął rezolucję wzywającą samorządy w Polsce do zaprzestania praktyki tzw. stref wolnych od ideologii LGBT.

### Zaangażowanie urzędów krajowych
Na poziomie krajowym problemem homofobii zajmować się może ombudsman, jak i specjalny urzędnik, np. przeciwdziałaniem homofobii w Polsce od 25 czerwca 2002 do 3 listopada 2005 zajmował się z urzędu Pełnomocnik Rządu do spraw Równego Statusu Kobiet i Mężczyzn.
W Australii, po ujawnieniu raportu o uczniach wyrzuconych ze szkoły ze względu na ich orientację seksualną w 2018, dyskutowany jest projekt ustawy zakazujący tej praktyki.
W kilku krajach stosowanie na osobach homoseksualnych uznanych za tortury (np. przez IRCT) i niemających medycznego uzasadnienia praktyk tzw. terapii konwersyjnej jest zakazywane.

### Organizacje pozarządowe
Na świecie działa wiele organizacji pozarządowych zajmujących zwalczaniem homofobii, jej monitoringiem oraz działaniami politycznymi zmierzającymi do równouprawnienia osób LGBT, np. Kampania Przeciw Homofobii oraz Amnesty International zajmującą się monitorowaniem sytuacji osób LGBT na świecie.

### Ochrona prawna
Homofobiczne zbrodnie i mowa nienawiści rozpoznawane przez system prawny
     Homofobiczne i transfobiczne zbrodnie i mowa nienawiści rozpoznawane przez system prawny
     Brak regulacji prawnych

Rozwiązania prawne kwestii homofobicznych i transfobicznych zbrodni i mowy nienawiści w Europie:
Homofobiczne zbrodnie i mowa nienawiści rozpoznawane przez system prawny
Homofobiczne i transfobiczne zbrodnie i mowa nienawiści rozpoznawane przez system prawny
Brak regulacji prawnych

Ochrona prawna przez penalizację przejawów homofobii została skrytykowana przez Judith Butler jako forma nadawania nienawiści pozytywnej wartości przez zachęcanie do czynu zabranianego, lub jako forma ograniczenia wolności wypowiedzi przez Roger Scrutona. Jest ona jednak uzasadniana jako konieczna, biorąc pod uwagę częstość, skalę i efekty aktów przemocy wobec osób LGBT.
W niektórych krajach prezentowanie postaw homofobicznych traktowane jest prawnie jako mowa nienawiści i stanowi przestępstwo. W Unii Europejskiej prawo zakazujące mowy nienawiści ze względu na orientację seksualną istnieje w 12 krajach członkowskich: Belgii, Danii, Niemczech, Estonii, Hiszpanii, Francji, Irlandii, na Litwie, w Holandii, Portugalii, Rumunii i Szwecji oraz w niektórych częściach Wielkiej Brytanii. W niektórych krajach, np. w Polsce od 2003, prawo krajowe chroni przed dyskryminacją ze względu na orientację seksualną, ale tylko w miejscu pracy (zobacz więcej).
Kraje z ochroną prawną przed homofobią:
- Holandia (1987): ustawa penalizująca „publiczne znieważanie bazujące na orientacji seksualnej”. Podobnie jak w przypadku Norwegii, publiczne znieważanie obejmuje grzywnę lub karę do dwóch lat pozbawienia wolności[536],
- Norwegia (1989): pierwszy kraj na świecie, który wprowadził prawny zakaz okazywania postaw homofobicznych w formie mowy nienawiści[537],
- Irlandia (1989)[536],
- Australia
  -  Nowa Południowa Walia (1993): prawo zakazujące mowy nienawiści m.in. ze względu na orientację seksualną[538],
- Szwecja (2002): zakaz mowy nienawiści, między innymi ze względu na orientację seksualną[539],
- Szwajcaria (2018, potwierdzone w referendum w 2020[540]): homofobia jest traktowana na równi z rasizmem[541][542].
- Brazylia (2019): kryminalizacja homofobii i transfobii[543].

1 lipca 2008 Europejska Agencja Praw Podstawowych w swoim raporcie na temat homofobii i dyskryminacji zaapelowała o wprowadzenie regulacji prawnej na poziomie UE zwalczającej homofobię m.in. poprzez penalizację mowy nienawiści ze względu na orientację seksualną.

## Alternatywne terminy
Termin „homofobia” został skrytykowany w części źródeł jako dokonujący nieuprawnionej pejoratywnej oceny.
Wbrew sformułowaniom pochodzącym z kampanii organizacji LGBT i wypowiedziom niektórych polityków lewicy homofobia nie jest uznawana za chorobę, bo nie jest klasyfikowana jako zaburzenie psychiczne ani przez Amerykańskie Towarzystwo Psychiatryczne, ani przez Światową Organizację Zdrowia.
Homofobia nie jest rozpoznaniem psychiatrycznym, jednakże niektórzy psycholodzy i psychiatrzy postulują dodanie jej do klasyfikacji DSM ze względu na jej szkodliwość dla osoby przejawiającej ją, osób trzecich oraz ze względu na zaburzenia psychiczne tkwiące u jej podstaw.
James Gardner, który dla celów terapeutycznych przyjął popularny podział fobii na trzy zasadnicze klasy: agorafobię, fobie specyficzne i fobie społeczne (ang. social phobia), homofobię zaklasyfikował do grupy fobii specyficznych. Homofobia w jego klasyfikacji związana jest z wczesnym doświadczeniem, emocją i uczuciem lub wrażeniem.
Amerykańska organizacja NARTH (obecnie Alliance for Therapeutic Choice and Scientific Integrity, lub ATCSI) zajmująca się pseudonaukowymi i uznanymi za torturę próbami zmiany orientacji seksualnej (terapią konwersyjną) stwierdziła, że termin „homofobia” jest często używany nieodpowiednio, na opisanie każdego zjawiska, która sprzeciwia się zachowaniom homoseksualnym, opierając się na przesłankach moralnych, psychologicznych czy medycznych. Jednocześnie organizacje edukacyjne i społeczne w USA kwestionują działalność NARTH jako niezgodną z wiedzą medyczną i pseudonaukową, a sam założyciel NARTH, Arthur Abba Goldberg, został skazany w 1989 za oszustwa i malwersacje.
Zdaniem niektórych naukowców termin nie spełnia żadnych kryteriów nozologicznych fobii lub jest nadużywany. Do określania zjawiska homofobii proponowano używanie alternatywnych terminów, m.in.: „homonegatywizm”, „heteroseksizm”, „uprzedzenie względem osób homoseksualnych” i „homouprzedzenie”.
Agencja prasowa Associated Press zrezygnowała z używania terminu „homofobia” w kontekście politycznym, gdyż zdaniem jej edytora słowo „fobia” kojarzy się z zaburzeniem psychicznym, spotykając się z krytyką dziennikarzy, którzy podkreślili, że homofobia jest dyktowana strachem, powołując się też na badania łączące homofobię ze zjawiskiem fobii.
Psycholog kliniczny George Weinberg, który jest popularyzatorem terminu, stanął w obronie tezy, jakoby homofobia wskazywała cechy fobii. W swojej argumentacji powołał się na gwałtowne reakcje wobec homoseksualności w latach 60. i 70. XX wieku, kiedy termin ten został stworzony. Zaznaczył on, że ludzie gwałtownie reagowali nawet w stosunku do własnych dzieci, gdy dowiadywali się o tym, że są one homoseksualne. Zdaniem Weinberga dowodzi to, że homofobia jest oparta na strachu i ma silne zabarwienie emocjonalne. Weinberg i inni naukowcy stosowali też ten termin, by opisać niechęć lub strach przed bliskim kontaktem z osobami homoseksualnymi i dyskomfort związany z przebywaniem w ich towarzystwie. Weinberg przyznaje, że w tamtym czasie przeprowadzano niewiele badań naukowych na temat skłonności ludzi do utraty racjonalnego myślenia w kontekście homoseksualności. Obecne badania neurobiologów potwierdzają jednak powiązania między instynktem, który zwykle chroni człowieka przed niebezpieczeństwem zanim dana osoba pomyśli o nim (choć mogącym wprowadzać w błąd), a uprzedzeniami. Badania nad instynktownymi odczuciami strachu lub obrzydzenia pomagają obecnie w zrozumieniu uprzedzeń, zwłaszcza mechanizmów stojących u źródeł homofobii.
Homofobia, będąca formą heteroseksizmu, odnosi się zarówno do „nieuzasadnionego strachu lub antypatii wobec osób homoseksualnych i homoseksualności”, jak i do „zachowania opartego na takich uczuciach”. Heteroseksizm natomiast oznacza bardziej ogólnie „system ideologicznego myślenia, który uznaje heteroseksualność za jedyną normę praktyk seksualnych”. Termin „heteroseksizm” bywa odnoszony do instytucjonalnych form homofobii, niewynikających z nieświadomości czy irracjonalnego lęku jednostki.

### Literatura polska
- Todd D. Nelson, Psychologia uprzedzeń, Gdańsk: Gdańskie Wydawnictwo Psychologiczne, 2003, ISBN 83-89120-65-8, OCLC 749260883. Brak numerów stron w książce
- Amnesty International Polska, Przełamać milczenie. Łamanie praw człowieka ze względu na orientację seksualną, Gdańsk 2003
- Z. Sypniewski, B. Warkocki (red.) Homofobia po polsku, Sic!, Warszawa 2004, ISBN 83-88807-55-2.
- T. Basiuk, D. Ferens, T. Sikora Parametry pożądania. Kultura odmieńców wobec homofobii, Universitas, Kraków 2006, ISBN 83-242-0502-0.
- Zdeptana tęcza: o dyskryminacji społeczności LGBT+, praca zbiorowa pod redakcją Joanny Senyszyn, Stowarzyszenie „Polka Potrafi”, 2019.

### Literatura obcojęzyczna
- W.J. Blumenfeld, Homophobia: How We All Pay the Price, 1992.
- B.R.S. Fone, Homophobia: A History, 2000.
- P.B. Jung, R.F. Smith, Heterosexism: An Ethical Challenge, 1994.
- M. Kantor, Homophobia, 1998.
- K.J. Peterson, Health Care for Lesbians and Gay Men: Confronting Homophobia and Heterosexism, 1996.
- E.D. Rothblum, L.A. Bond, Preventing Heterosexism and Homophobia, 1996.
- P. Sarna, Rhetoric and Public Service Advertising – A Case Study on The Campaign Against Homophobia, 2013.
- J.T. Sears, W.L. Williams, Overcoming Heterosexism and Homophobia: Strategies that Work, 1997.
- Ch. Stewart, Sexually Stigmatized Communities: Reducing Heterosexism and Homophobia: An Awareness Training Manual, 1999.